# Phase de groupes de la Ligue Europa 2016-2017
Pour un article plus général, voir Ligue Europa 2016-2017.
Navigation
Phase finale
La phase de groupes de l'édition 2016-2017 de la Ligue Europa se déroule du 15 septembre au 8 décembre 2016. Un total de 48 équipes y prend part afin de désigner 24 des 32 participants à la phase finale.

## Tirage au sort
Le tirage au sort a lieu le 26 août 2016 au Forum Grimaldi à Monaco. Les quarante-huit équipes participantes sont divisées en quatre chapeaux sur la base de leur coefficient UEFA à la fin de la saison 2015-2016,. Celles-ci sont ensuite réparties en douze groupes de quatre équipes, avec comme restriction l'impossibilité pour deux équipes d'une même association de se rencontrer dans un groupe. De plus, le tirage a été contrôlé de sorte que les équipes d'une même association soient réparties équitablement entre les groupes A à F et G à L afin d'optimiser la couverture télévisée.
Les rencontres ont été décidées après le tirage. À chaque journée, six groupes jouent à 19h00 CEST/CET, tandis que les six autres jouent à 21h05 CEST/CET, les groupes A à F et G à L alternant entre ces deux horaires à chaque journée. D'autres restrictions sont présentes : par exemple, les équipes venant d'une même ville ne jouent généralement pas à domicile lors de la même journée pour des raisons de logistique et de contrôle de la foule, et les équipes de certains pays (la Russie par exemple) ne jouent pas à domicile lors de la dernière journée en raison de la météo hivernale et de l'obligation d'un coup d'envoi simultané.
Le 17 juillet 2014, le Panel d'urgence de l’UEFA décide que les clubs ukrainiens et russes ne peuvent être tirées ensemble « jusqu'à nouvel ordre » en raison de la situation politique entre les deux pays. De ce fait, les clubs russes du Zénith Saint-Pétersbourg (chapeau 1) et du FK Krasnodar (chapeau 3), et les clubs ukrainiens du Chakhtar Donetsk (chapeau 1) et du Zorya Louhansk (chapeau 3) ne peuvent être tirés dans le même groupe.

## Équipes participantes
Quarante-huit équipes prennent part à la phase de groupes, ici regroupées par chapeaux. Seize de ces équipes intègrent la compétition à ce stade, vingt-deux sont issues des barrages de qualification et dix sont repêchées des barrages de qualification à la Ligue des champions.
| Légende des couleurs                                                       |
| -------------------------------------------------------------------------- |
| Premiers et deuxièmes de groupe se qualifient pour les seizièmes de finale |

| Chapeau 1                | Chapeau 1 | Chapeau 2          | Chapeau 2 | Chapeau 3           | Chapeau 3 | Chapeau 4            | Chapeau 4 |
| ------------------------ | --------- | ------------------ | --------- | ------------------- | --------- | -------------------- | --------- |
| Schalke 04               | 96.035    | AZ Alkmaar B       | 43.612    | La Gantoise B       | 25.000    | Panathinaïkos B      | 14.940    |
| Zénith Saint-Pétersbourg | 93.216    | Sporting Braga     | 43.116    | BSC Young Boys LC   | 24.755    | US Sassuolo B        | 14.087    |
| Manchester United        | 82.256    | RB Salzbourg LC    | 42.500    | FK Krasnodar B      | 24.116    | Qarabağ FK B         | 13.475    |
| Chakhtar Donetsk B       | 81.976    | AS Rome LC         | 41.587    | Rapid Vienne B      | 23.520    | FK Astana B          | 12.575    |
| Athletic Bilbao          | 75.142    | Fenerbahçe B       | 40.920    | Slovan Liberec B    | 22.085    | OGC Nice             | 12.049    |
| Olympiakos B             | 70.940    | Sparta Prague B    | 40.585    | Celta Vigo          | 21.142    | Zorya Louhansk       | 11.976    |
| Villarreal CF LC         | 60.142    | PAOK Salonique B   | 37.440    | Maccabi Tel-Aviv B  | 20.225    | Astra Giurgiu B      | 11.076    |
| Ajax Amsterdam LC        | 58.112    | Steaua Bucarest LC | 36.576    | Feyenoord Rotterdam | 19.112    | Konyaspor            | 6.920     |
| Inter Milan              | 58.087    | KRC Genk B         | 36.000    | Austria Vienne B    | 19.020    | Osmanlispor B        | 6.920     |
| ACF Fiorentina           | 57.087    | APOEL Nicosie LC   | 35.935    | FSV Mayence         | 18.035    | FK Qabala B          | 5.225     |
| RSC Anderlecht B         | 54.000    | Standard de Liège  | 27.500    | FC Zurich           | 17.755    | Hapoël Beer-Sheva LC | 4.725     |
| Viktoria Plzen LC        | 44.585    | AS Saint-Étienne B | 26.049    | Southampton FC      | 16.756    | Dundalk FC LC        | 2.590     |

Notes
B : Vainqueur des barrages de qualification

LC : Repêché des barrages de la Ligue des champions 2016-2017

## Format
Dans chaque groupe, chaque équipe affronte les trois autres, à domicile et à l'extérieur suivant un format « toutes rondes », pour un total de six matchs chacun. Le premier ainsi que le deuxième du groupe sont qualifiés pour les seizièmes de finale, où ils sont alors rejoints par les huit équipes arrivées en troisième position lors de la phase de groupes de la Ligue des champions. La répartition des points est la suivante : 3 points pour une victoire, 1 point pour un match nul et aucun point pour une défaite.

### Critères de départage
En cas d’égalité de points de plusieurs équipes à l'issue des matches de groupe,
les critères suivants sont appliqués dans l'ordre indiqué pour établir leur
classement :
1. plus grand nombre de points obtenus dans les matches du groupe disputés entre les équipes concernées ;
2. meilleure différence de buts dans les matches du groupe disputés entre les équipes concernées ;
3. plus grand nombre de buts marqués dans les matches du groupe disputés entre les équipes concernées ;
4. plus grand nombre de buts marqués à l’extérieur dans les matches du groupe disputés entre les équipes concernées ;
5. si, après l’application des critères 1 à 4, plusieurs équipes sont toujours à égalité, les critères 1 à 4 sont à nouveau appliqués exclusivement aux matches entre les équipes concernées afin de déterminer leur classement final. Si cette procédure ne donne pas de résultat, les critères 6 à 12 s’appliquent ;
6. meilleure différence de buts dans tous les matches du groupe ;
7. plus grand nombre de buts marqués dans tous les matches du groupe ;
8. plus grand nombre de buts marqués à l’extérieur dans tous les matches du groupe ;
9. plus grand nombre de victoires dans tous les matches du groupe ;
10. plus grand nombre de victoires à l'extérieur dans tous les matches du groupe ;
11. total le plus faible de points disciplinaires sur la base uniquement des cartons jaunes et des cartons rouges reçus durant tous les matches du groupe (carton rouge = 3 points, carton jaune = 1 point, expulsion pour deux cartons jaunes au cours d'un match = 3 points) ;
12. meilleur coefficient de club.

Légende des classements
- Qualification pour les seizièmes de finale

Légende des résultats
- Victoire à domicile
- Match nul
- Victoire à l'extérieur

## Groupes
Les jours de match sont le 15 septembre, le 29 septembre, le 20 octobre, le 3 novembre, le 24 novembre et le 8 décembre 2016. Les horaires de coup d'envoi sont 19h00 et 21h05 CEST/CET. Jusqu'au 29 octobre 2016 (journées 1 à 3), les horaires sont en CEST (UTC+2), elles passent ensuite en CET (UTC+1) pour les journées 4 à 6.

### Groupe A
| Rang | Équipe              | Pts | J | G | N | P | Bp | Bc | Diff |  | Résultats (▼ dom., ► ext.) |     |     |     |     |
| ---- | ------------------- | --- | - | - | - | - | -- | -- | ---- |  | -------------------------- | --- | --- | --- | --- |
| 1    | Fenerbahçe SK       | 13  | 6 | 4 | 1 | 1 | 8  | 6  | +2   |  | Fenerbahçe SK              |     | 2-1 | 1-0 | 2-0 |
| 2    | Manchester United   | 12  | 6 | 4 | 0 | 2 | 12 | 4  | +8   |  | Manchester United          | 4-1 |     | 4-0 | 1-0 |
| 3    | Feyenoord Rotterdam | 7   | 6 | 2 | 1 | 3 | 3  | 7  | -4   |  | Feyenoord Rotterdam        | 0-1 | 1-0 |     | 1-0 |
| 4    | Zorya Louhansk      | 2   | 6 | 0 | 2 | 4 | 2  | 8  | -6   |  | Zorya Louhansk             | 1-1 | 0-2 | 1-1 |     |

Source : UEFA
| 1re journée                  | Feyenoord Rotterdam | 1 - 0   | Manchester United | De Kuip, Rotterdam                                      |                                                         |
| 15 septembre 2016 19h00 CEST | Vilhena 79e         | (0 - 0) |                   | Spectateurs : 31 000 Arbitrage : Jesús Gil Manzano (en) | Spectateurs : 31 000 Arbitrage : Jesús Gil Manzano (en) |
| 15 septembre 2016 19h00 CEST | Rapport             |         |                   | Spectateurs : 31 000 Arbitrage : Jesús Gil Manzano (en) | Spectateurs : 31 000 Arbitrage : Jesús Gil Manzano (en) |

| 15 septembre 2016 | Zorya Louhansk       | 1 - 1   | Fenerbahçe | Stade Tchornomorets, Odessa                    |                                                |
| 19h00 CEST        | Grechyshkin (en) 52e | (0 - 0) | 90+6e Kjær | Spectateurs : 16 000 Arbitrage : István Kovács | Spectateurs : 16 000 Arbitrage : István Kovács |
| 19h00 CEST        | Rapport              |         |            | Spectateurs : 16 000 Arbitrage : István Kovács | Spectateurs : 16 000 Arbitrage : István Kovács |

| 2e journée                   | Fenerbahçe  | 1 - 0   | Feyenoord Rotterdam | Stade Şükrü Saracoğlu, Istanbul                 |                                                 |
| 29 septembre 2016 21h05 CEST | Emenike 18e | (1 - 0) |                     | Spectateurs : 16 500 Arbitrage : Jonas Eriksson | Spectateurs : 16 500 Arbitrage : Jonas Eriksson |
| 29 septembre 2016 21h05 CEST | Rapport     |         |                     | Spectateurs : 16 500 Arbitrage : Jonas Eriksson | Spectateurs : 16 500 Arbitrage : Jonas Eriksson |

| 29 septembre 2016 | Manchester United | 1 - 0   | Zorya Louhansk | Old Trafford, Manchester                        |                                                 |
| 21h05 CEST        | Ibrahimović 69e   | (0 - 0) |                | Spectateurs : 58 179 Arbitrage : Orel Grinfeeld | Spectateurs : 58 179 Arbitrage : Orel Grinfeeld |
| 21h05 CEST        | Rapport           |         |                | Spectateurs : 58 179 Arbitrage : Orel Grinfeeld | Spectateurs : 58 179 Arbitrage : Orel Grinfeeld |

| 3e journée                 | Manchester United                                         | 4 - 1   | Fenerbahçe     | Old Trafford, Manchester                        |                                                 |
| 20 octobre 2016 21h05 CEST | Pogba 31e (pen.) 45+1e · Martial 34e (pen.) · Lingard 48e | (3 - 0) | 83e van Persie | Spectateurs : 73 063 Arbitrage : Benoît Bastien | Spectateurs : 73 063 Arbitrage : Benoît Bastien |
| 20 octobre 2016 21h05 CEST | Rapport                                                   |         |                | Spectateurs : 73 063 Arbitrage : Benoît Bastien | Spectateurs : 73 063 Arbitrage : Benoît Bastien |

| 20 octobre 2016 | Feyenoord Rotterdam | 1 - 0   | Zorya Louhansk | De Kuip, Rotterdam                                     |                                                        |
| 21h05 CEST      | Jørgensen 55e       | (0 - 0) |                | Spectateurs : 35 000 Arbitrage : Andris Treimanis (en) | Spectateurs : 35 000 Arbitrage : Andris Treimanis (en) |
| 21h05 CEST      | Rapport             |         |                | Spectateurs : 35 000 Arbitrage : Andris Treimanis (en) | Spectateurs : 35 000 Arbitrage : Andris Treimanis (en) |

| 4e journée                | Fenerbahçe        | 2 - 1   | Manchester United | Stade Şükrü Saracoğlu, Istanbul                |                                                |
| 3 novembre 2016 19h00 CET | Sow 2e · Lens 59e | (1 - 0) | 89e Rooney        | Spectateurs : 35 378 Arbitrage : Milorad Mažić | Spectateurs : 35 378 Arbitrage : Milorad Mažić |
| 3 novembre 2016 19h00 CET | Rapport           |         |                   | Spectateurs : 35 378 Arbitrage : Milorad Mažić | Spectateurs : 35 378 Arbitrage : Milorad Mažić |

| 3 novembre 2016 | Zorya Louhansk   | 1 - 1   | Feyenoord Rotterdam | Stade Tchornomorets, Odessa                        |                                                    |
| 19h00 CET       | Forster (en) 44e | (1 - 1) | 15e Jørgensen       | Spectateurs : 16 855 Arbitrage : Jakob Kehlet (en) | Spectateurs : 16 855 Arbitrage : Jakob Kehlet (en) |
| 19h00 CET       | Rapport          |         |                     | Spectateurs : 16 855 Arbitrage : Jakob Kehlet (en) | Spectateurs : 16 855 Arbitrage : Jakob Kehlet (en) |

| 5e journée                 | Fenerbahçe           | 2 - 0   | Zorya Louhansk | Stade Şükrü Saracoğlu, Istanbul                      |                                                      |
| 24 novembre 2016 17h00 CET | Stoch 59e · Kjær 67e | (0 - 0) |                | Spectateurs : 16 145 Arbitrage : Harald Lechner (en) | Spectateurs : 16 145 Arbitrage : Harald Lechner (en) |
| 24 novembre 2016 17h00 CET | Rapport              |         |                | Spectateurs : 16 145 Arbitrage : Harald Lechner (en) | Spectateurs : 16 145 Arbitrage : Harald Lechner (en) |

| 24 novembre 2016 | Manchester United                                       | 4 - 0   | Feyenoord Rotterdam | Old Trafford, Manchester                      |                                               |
| 21h05 CET        | Rooney 35e · Mata 69e · Jones 75e (csc) · Lingard 90+2e | (1 - 0) |                     | Spectateurs : 64 628 Arbitrage : Manuel Gräfe | Spectateurs : 64 628 Arbitrage : Manuel Gräfe |
| 21h05 CET        | Rapport                                                 |         |                     | Spectateurs : 64 628 Arbitrage : Manuel Gräfe | Spectateurs : 64 628 Arbitrage : Manuel Gräfe |

| 6e journée                | Feyenoord Rotterdam | 0 - 1   | Fenerbahçe     | De Kuip, Rotterdam                                             |                                                                |
| 8 décembre 2016 19h00 CET |                     | (0 - 1) | 22e Moussa Sow | Spectateurs : 32 000 Arbitrage : David Fernández Borbalán (en) | Spectateurs : 32 000 Arbitrage : David Fernández Borbalán (en) |
| 8 décembre 2016 19h00 CET | Rapport             |         |                | Spectateurs : 32 000 Arbitrage : David Fernández Borbalán (en) | Spectateurs : 32 000 Arbitrage : David Fernández Borbalán (en) |

| 8 décembre 2016 | Zorya Louhansk | 0 - 2   | Manchester United                | Stade Tchornomorets, Odessa                   |                                               |
| 19h00 CET       |                | (0 - 0) | 48e Mkhitaryan · 88e Ibrahimović | Spectateurs : 25 900 Arbitrage : Tamás Bognár | Spectateurs : 25 900 Arbitrage : Tamás Bognár |
| 19h00 CET       | Rapport        |         |                                  | Spectateurs : 25 900 Arbitrage : Tamás Bognár | Spectateurs : 25 900 Arbitrage : Tamás Bognár |

### Groupe B
| Rang | Équipe         | Pts | J | G | N | P | Bp | Bc | Diff |  | Résultats (▼ dom., ► ext.) |     |     |     |     |
| ---- | -------------- | --- | - | - | - | - | -- | -- | ---- |  | -------------------------- | --- | --- | --- | --- |
| 1    | APOEL Nicosie  | 12  | 6 | 4 | 0 | 2 | 8  | 6  | +2   |  | APOEL Nicosie              |     | 2-0 | 1-0 | 2-1 |
| 2    | Olympiakos     | 8   | 6 | 2 | 2 | 2 | 7  | 6  | +1   |  | Olympiakos                 | 0-1 |     | 1-1 | 4-1 |
| 3    | BSC Young Boys | 8   | 6 | 2 | 2 | 2 | 7  | 4  | +3   |  | BSC Young Boys             | 3-1 | 0-1 |     | 3-0 |
| 4    | FK Astana      | 5   | 6 | 1 | 2 | 3 | 5  | 11 | -6   |  | FK Astana                  | 2-1 | 1-1 | 0-0 |     |

Source : UEFA
| 1re journée                  | BSC Young Boys | 0 - 1   | Olympiakos    | Stade de Suisse, Berne                             |                                                    |
| 15 septembre 2016 19h00 CEST |                | (0 - 1) | 42e Cambiasso | Spectateurs : 11 132 Arbitrage : Serhiy Boyko (en) | Spectateurs : 11 132 Arbitrage : Serhiy Boyko (en) |
| 15 septembre 2016 19h00 CEST | Rapport        |         |               | Spectateurs : 11 132 Arbitrage : Serhiy Boyko (en) | Spectateurs : 11 132 Arbitrage : Serhiy Boyko (en) |

| 15 septembre 2016 | APOEL Nicosie                      | 2 - 1   | FK Astana        | Stade GSP, Nicosie                                  |                                                     |
| 19h00 CEST        | Vinícius (en) 75e · de Camargo 87e | (0 - 1) | 45+1e Maksimović | Spectateurs : 12 008 Arbitrage : Aleksandar Stavrev | Spectateurs : 12 008 Arbitrage : Aleksandar Stavrev |
| 19h00 CEST        | Rapport                            |         |                  | Spectateurs : 12 008 Arbitrage : Aleksandar Stavrev | Spectateurs : 12 008 Arbitrage : Aleksandar Stavrev |

| 2e journée                   | FK Astana | 0 - 0   | BSC Young Boys | Astana Arena, Astana                                  |                                                       |
| 29 septembre 2016 17h00 CEST |           | (0 - 0) |                | Spectateurs : 21 328 Arbitrage : Simon Lee Evans (it) | Spectateurs : 21 328 Arbitrage : Simon Lee Evans (it) |
| 29 septembre 2016 17h00 CEST | Rapport   |         |                | Spectateurs : 21 328 Arbitrage : Simon Lee Evans (it) | Spectateurs : 21 328 Arbitrage : Simon Lee Evans (it) |

| 29 septembre 2016 | Olympiakos | 0 - 1   | APOEL Nicosie | Stade Karaïskaki, Le Pirée                 |                                            |
| 21h05 CEST        |            | (0 - 1) | 10e Sotiriou  | Spectateurs : 24 378 Arbitrage : Paweł Gil | Spectateurs : 24 378 Arbitrage : Paweł Gil |
| 21h05 CEST        | Rapport    |         |               | Spectateurs : 24 378 Arbitrage : Paweł Gil | Spectateurs : 24 378 Arbitrage : Paweł Gil |

| 3e journée                 | Olympiakos                                          | 4 - 1   | FK Astana     | Stade Karaïskaki, Le Pirée                           |                                                      |
| 20 octobre 2016 21h05 CEST | Figueiras 25e · Elyounoussi 33e · Sebá (en) 34e 65e | (3 - 0) | 54e Kabananga | Spectateurs : 21 480 Arbitrage : Tobias Stieler (en) | Spectateurs : 21 480 Arbitrage : Tobias Stieler (en) |
| 20 octobre 2016 21h05 CEST | Rapport                                             |         |               | Spectateurs : 21 480 Arbitrage : Tobias Stieler (en) | Spectateurs : 21 480 Arbitrage : Tobias Stieler (en) |

| 20 octobre 2016 | BSC Young Boys            | 3 - 1   | APOEL Nicosie | Stade de Suisse, Berne                           |                                                  |
| 21h05 CEST      | Hoarau 18e 52e 82e (pen.) | (1 - 1) | 14e Efrem     | Spectateurs : 9 553 Arbitrage : Tobias Welz (en) | Spectateurs : 9 553 Arbitrage : Tobias Welz (en) |
| 21h05 CEST      | Rapport                   |         |               | Spectateurs : 9 553 Arbitrage : Tobias Welz (en) | Spectateurs : 9 553 Arbitrage : Tobias Welz (en) |

| 4e journée                 | FK Astana     | 1 - 1   | Olympiakos    | Astana Arena, Astana                            |                                                 |
| 3 novembre 2016 17h00 CEST | Despotović 8e | (1 - 1) | 30e Sebá (en) | Spectateurs : 12 158 Arbitrage : Orel Grinfeeld | Spectateurs : 12 158 Arbitrage : Orel Grinfeeld |
| 3 novembre 2016 17h00 CEST | Rapport       |         |               | Spectateurs : 12 158 Arbitrage : Orel Grinfeeld | Spectateurs : 12 158 Arbitrage : Orel Grinfeeld |

| 3 novembre 2016 | APOEL Nicosie | 1 - 0   | BSC Young Boys | Stade GSP, Nicosie                                         |                                                            |
| 19h00 CET       | Sotiriou 69e  | (0 - 0) |                | Spectateurs : 12 761 Arbitrage : Sébastien Delferière (en) | Spectateurs : 12 761 Arbitrage : Sébastien Delferière (en) |
| 19h00 CET       | Rapport       |         |                | Spectateurs : 12 761 Arbitrage : Sébastien Delferière (en) | Spectateurs : 12 761 Arbitrage : Sébastien Delferière (en) |

| 5e journée                 | FK Astana                   | 2 - 1   | APOEL Nicosie | Astana Arena, Astana                       |                                            |
| 24 novembre 2016 17h00 CET | Aničić 59e · Despotović 84e | (0 - 1) | 31e Efrem     | Spectateurs : 9 143 Arbitrage : Kevin Blom | Spectateurs : 9 143 Arbitrage : Kevin Blom |
| 24 novembre 2016 17h00 CET | Rapport                     |         |               | Spectateurs : 9 143 Arbitrage : Kevin Blom | Spectateurs : 9 143 Arbitrage : Kevin Blom |

| 24 novembre 2016 | Olympiakos    | 1 - 1   | BSC Young Boys | Stade Karaïskaki, Le Pirée                             |                                                        |
| 21h05 CET        | Fortoúnis 48e | (0 - 0) | 58e Hoarau     | Spectateurs : 24 131 Arbitrage : Miroslav Zelinka (en) | Spectateurs : 24 131 Arbitrage : Miroslav Zelinka (en) |
| 21h05 CET        | Rapport       |         |                | Spectateurs : 24 131 Arbitrage : Miroslav Zelinka (en) | Spectateurs : 24 131 Arbitrage : Miroslav Zelinka (en) |

| 6e journée                | BSC Young Boys                     | 3 - 0   | FK Astana | Stade de Suisse, Berne                              |                                                     |
| 8 décembre 2016 19h00 CET | Frey 63e · Hoarau 66e · Schick 71e | (0 - 0) |           | Spectateurs : 7 616 Arbitrage : Clayton Pisani (it) | Spectateurs : 7 616 Arbitrage : Clayton Pisani (it) |
| 8 décembre 2016 19h00 CET | Rapport                            |         |           | Spectateurs : 7 616 Arbitrage : Clayton Pisani (it) | Spectateurs : 7 616 Arbitrage : Clayton Pisani (it) |

| 8 décembre 2016 | APOEL Nicosie                 | 2 - 0   | Olympiakos | Stade GSP, Nicosie                                       |                                                          |
| 19h00 CET       | da Costa 19e · de Camargo 83e | (1 - 0) |            | Spectateurs : 14 779 Arbitrage : Carlos del Cerro Grande | Spectateurs : 14 779 Arbitrage : Carlos del Cerro Grande |
| 19h00 CET       | Rapport                       |         |            | Spectateurs : 14 779 Arbitrage : Carlos del Cerro Grande | Spectateurs : 14 779 Arbitrage : Carlos del Cerro Grande |

### Groupe C
| Rang | Équipe           | Pts | J | G | N | P | Bp | Bc | Diff |  | Résultats (▼ dom., ► ext.) |     |     |     |     |
| ---- | ---------------- | --- | - | - | - | - | -- | -- | ---- |  | -------------------------- | --- | --- | --- | --- |
| 1    | AS Saint-Étienne | 12  | 6 | 3 | 3 | 0 | 8  | 5  | +3   |  | AS Saint-Étienne           |     | 1-1 | 0-0 | 1-0 |
| 2    | RSC Anderlecht   | 11  | 6 | 3 | 2 | 1 | 16 | 8  | +8   |  | RSC Anderlecht             | 2-3 |     | 6-1 | 3-1 |
| 3    | Mayence 05       | 9   | 6 | 2 | 3 | 1 | 8  | 10 | -2   |  | Mayence 05                 | 1-1 | 1-1 |     | 2-0 |
| 4    | FK Qabala        | 0   | 6 | 0 | 0 | 6 | 5  | 14 | -9   |  | FK Qabala                  | 1-2 | 1-3 | 2-3 |     |

Source : UEFA
| 1re journée                  | Mayence 05  | 1 - 1   | AS Saint-Étienne | Opel Arena, Mayence                                |                                                    |
| 15 septembre 2016 19h00 CEST | Bungert 57e | (0 - 0) | 88e Berić        | Spectateurs : 20 275 Arbitrage : Svein Oddvar Moen | Spectateurs : 20 275 Arbitrage : Svein Oddvar Moen |
| 15 septembre 2016 19h00 CEST | Rapport     |         |                  | Spectateurs : 20 275 Arbitrage : Svein Oddvar Moen | Spectateurs : 20 275 Arbitrage : Svein Oddvar Moen |

| 15 septembre 2016 | RSC Anderlecht                                     | 3 - 1   | FK Qabala | Stade Constant Vanden Stock, Anderlecht              |                                                      |
| 19h00 CEST        | Teodorczyk 14e · Rafael (en) 41e (csc) · Capel 77e | (2 - 1) | 20e Dabo  | Spectateurs : 11 638 Arbitrage : Harald Lechner (en) | Spectateurs : 11 638 Arbitrage : Harald Lechner (en) |
| 19h00 CEST        | Rapport                                            |         |           | Spectateurs : 11 638 Arbitrage : Harald Lechner (en) | Spectateurs : 11 638 Arbitrage : Harald Lechner (en) |

| 2e journée                   | FK Qabala                             | 2 - 3   | Mayence 05                            | Bakcell Arena, Bakou                              |                                                   |
| 29 septembre 2016 17h00 CEST | Qurbanov (en) 57e (pen.) · Zenjov 62e | (0 - 1) | 41e Muto · 68e Córdoba · 78e Öztunalı | Spectateurs : 6 500 Arbitrage : Gediminas Mažeika | Spectateurs : 6 500 Arbitrage : Gediminas Mažeika |
| 29 septembre 2016 17h00 CEST | Rapport                               |         |                                       | Spectateurs : 6 500 Arbitrage : Gediminas Mažeika | Spectateurs : 6 500 Arbitrage : Gediminas Mažeika |

| 29 septembre 2016 | AS Saint-Étienne | 1 - 1   | RSC Anderlecht       | Stade Geoffroy-Guichard, Saint-Étienne                     |                                                            |
| 21h05 CEST        | Roux 90+4e       | (0 - 0) | 62e (pen.) Tielemans | Spectateurs : 23 258 Arbitrage : Vladislav Bezborodov (en) | Spectateurs : 23 258 Arbitrage : Vladislav Bezborodov (en) |
| 21h05 CEST        | Rapport          |         |                      | Spectateurs : 23 258 Arbitrage : Vladislav Bezborodov (en) | Spectateurs : 23 258 Arbitrage : Vladislav Bezborodov (en) |

| 3e journée                 | AS Saint-Étienne          | 1 - 0   | FK Qabala | Stade Geoffroy-Guichard, Saint-Étienne              |                                                     |
| 20 octobre 2016 21h05 CEST | Ricardinho (en) 70e (csc) | (0 - 0) |           | Spectateurs : 22 855 Arbitrage : Ali Palabıyık (en) | Spectateurs : 22 855 Arbitrage : Ali Palabıyık (en) |
| 20 octobre 2016 21h05 CEST | Rapport                   |         |           | Spectateurs : 22 855 Arbitrage : Ali Palabıyık (en) | Spectateurs : 22 855 Arbitrage : Ali Palabıyık (en) |

| 20 octobre 2016 | Mayence 05 | 1 - 1   | RSC Anderlecht | Opel Arena, Mayence                                     |                                                         |
| 21h05 CEST      | Mallı 10e  | (1 - 0) | 65e Teodorczyk | Spectateurs : 21 317 Arbitrage : Jesús Gil Manzano (en) | Spectateurs : 21 317 Arbitrage : Jesús Gil Manzano (en) |
| 21h05 CEST      | Rapport    |         |                | Spectateurs : 21 317 Arbitrage : Jesús Gil Manzano (en) | Spectateurs : 21 317 Arbitrage : Jesús Gil Manzano (en) |

| 4e journée                | FK Qabala         | 1 - 2   | AS Saint-Étienne          | Bakcell Arena, Bakou                                    |                                                         |
| 3 novembre 2016 19h00 CET | Qurbanov (en) 39e | (1 - 1) | 45+1e Tannane · 53e Berić | Spectateurs : 5 600 Arbitrage : Carlos del Cerro Grande | Spectateurs : 5 600 Arbitrage : Carlos del Cerro Grande |
| 3 novembre 2016 19h00 CET | Rapport           |         |                           | Spectateurs : 5 600 Arbitrage : Carlos del Cerro Grande | Spectateurs : 5 600 Arbitrage : Carlos del Cerro Grande |

| 3 novembre 2016 | RSC Anderlecht                                                      | 6 - 1   | Mayence 05    | Stade Constant Vanden Stock, Anderlecht         |                                                 |
| 19h00 CET       | Stanciu 9e 41e · Tielemans 62e · Teodorczyk 89e 90+4e · Bruno 90+2e | (2 - 1) | 15e de Blasis | Spectateurs : 13 275 Arbitrage : Andreas Ekberg | Spectateurs : 13 275 Arbitrage : Andreas Ekberg |
| 19h00 CET       | Rapport                                                             |         |               | Spectateurs : 13 275 Arbitrage : Andreas Ekberg | Spectateurs : 13 275 Arbitrage : Andreas Ekberg |

| 5e journée                 | FK Qabala                  | 1 - 3   | RSC Anderlecht                               | Bakcell Arena, Bakou                                  |                                                       |
| 24 novembre 2016 17h00 CET | Ricardinho (en) 15e (pen.) | (1 - 1) | 11e Tielemans · 90e Bruno · 90+4e Teodorczyk | Spectateurs : 4 500 Arbitrage : Yevhen Aranovsky (en) | Spectateurs : 4 500 Arbitrage : Yevhen Aranovsky (en) |
| 24 novembre 2016 17h00 CET | Rapport                    |         |                                              | Spectateurs : 4 500 Arbitrage : Yevhen Aranovsky (en) | Spectateurs : 4 500 Arbitrage : Yevhen Aranovsky (en) |

| 24 novembre 2016 | AS Saint-Étienne | 0 - 0   | Mayence 05 | Stade Geoffroy-Guichard, Saint-Étienne       |                                              |
| 21h05 CET        |                  | (0 - 0) |            | Spectateurs : 21 750 Arbitrage : Bas Nijhuis | Spectateurs : 21 750 Arbitrage : Bas Nijhuis |
| 21h05 CET        | Rapport          |         |            | Spectateurs : 21 750 Arbitrage : Bas Nijhuis | Spectateurs : 21 750 Arbitrage : Bas Nijhuis |

| 6e journée                | Mayence 05               | 2 - 0   | FK Qabala | Opel Arena, Mayence                                   |                                                       |
| 8 décembre 2016 19h00 CET | Hack 30e · de Blasis 40e | (2 - 0) |           | Spectateurs : 12 860 Arbitrage : Simon Lee Evans (it) | Spectateurs : 12 860 Arbitrage : Simon Lee Evans (it) |
| 8 décembre 2016 19h00 CET | Rapport                  |         |           | Spectateurs : 12 860 Arbitrage : Simon Lee Evans (it) | Spectateurs : 12 860 Arbitrage : Simon Lee Evans (it) |

| 8 décembre 2016 | RSC Anderlecht            | 2 - 3   | AS Saint-Étienne                      | Stade Constant Vanden Stock, Anderlecht        |                                                |
| 19h00 CEST      | Chipciu 21e · Stanciu 31e | (2 - 0) | 62e 67e Søderlund · 74e Monnet-Paquet | Spectateurs : 13 583 Arbitrage : István Kovács | Spectateurs : 13 583 Arbitrage : István Kovács |
| 19h00 CEST      | Rapport                   |         |                                       | Spectateurs : 13 583 Arbitrage : István Kovács | Spectateurs : 13 583 Arbitrage : István Kovács |

### Groupe D
| Rang | Équipe                   | Pts | J | G | N | P | Bp | Bc | Diff |  | Résultats (▼ dom., ► ext.) |     |     |     |     |
| ---- | ------------------------ | --- | - | - | - | - | -- | -- | ---- |  | -------------------------- | --- | --- | --- | --- |
| 1    | Zénith Saint-Pétersbourg | 15  | 6 | 5 | 0 | 1 | 17 | 8  | +9   |  | Zénith Saint-Pétersbourg   |     | 5-0 | 2-0 | 2-1 |
| 2    | AZ Alkmaar               | 8   | 6 | 2 | 2 | 2 | 6  | 10 | -4   |  | AZ Alkmaar                 | 3-2 |     | 1-2 | 1-1 |
| 3    | Maccabi Tel-Aviv         | 7   | 6 | 2 | 1 | 3 | 7  | 9  | -2   |  | Maccabi Tel-Aviv           | 3-4 | 0-0 |     | 2-1 |
| 4    | Dundalk FC               | 4   | 6 | 1 | 1 | 4 | 5  | 8  | -3   |  | Dundalk FC                 | 1-2 | 0-1 | 1-0 |     |

Source : UEFA
| 1re journée                  | AZ Alkmaar  | 1 - 1   | Dundalk FC  | AFAS Stadion, Alkmaar                                |                                                      |
| 15 septembre 2016 19h00 CEST | Wuytens 61e | (0 - 0) | 89e Kilduff | Spectateurs : 10 003 Arbitrage : Clayton Pisani (it) | Spectateurs : 10 003 Arbitrage : Clayton Pisani (it) |
| 15 septembre 2016 19h00 CEST | Rapport     |         |             | Spectateurs : 10 003 Arbitrage : Clayton Pisani (it) | Spectateurs : 10 003 Arbitrage : Clayton Pisani (it) |

| 15 septembre 2016 | Maccabi Tel-Aviv                     | 3 - 4   | Zénith Saint-Pétersbourg                              | Stade de Netanya, Netanya                           |                                                     |
| 19h00 CEST        | Medunjanin 26e 70e · Kjartansson 50e | (1 - 0) | 77e Kokorin · 84e Mak · 86e Giuliano · 90+2e Đorđević | Spectateurs : 10 855 Arbitrage : Ivan Kružliak (en) | Spectateurs : 10 855 Arbitrage : Ivan Kružliak (en) |
| 19h00 CEST        | Rapport                              |         |                                                       | Spectateurs : 10 855 Arbitrage : Ivan Kružliak (en) | Spectateurs : 10 855 Arbitrage : Ivan Kružliak (en) |

| 2e journée                   | Zénith Saint-Pétersbourg                                          | 5 - 0   | AZ Alkmaar | Stade Petrovski, Saint-Pétersbourg                             |                                                                |
| 29 septembre 2016 21h05 CEST | Kokorin 26e 59e · Giuliano 48e · Criscito 66e (pen.) · Shatov 80e | (1 - 0) |            | Spectateurs : 15 275 Arbitrage : Xavier Estrada Fernández (en) | Spectateurs : 15 275 Arbitrage : Xavier Estrada Fernández (en) |
| 29 septembre 2016 21h05 CEST | Rapport                                                           |         |            | Spectateurs : 15 275 Arbitrage : Xavier Estrada Fernández (en) | Spectateurs : 15 275 Arbitrage : Xavier Estrada Fernández (en) |

| 29 septembre 2016 | Dundalk FC  | 1 - 0   | Maccabi Tel-Aviv | Tallaght Stadium, Dublin                              |                                                       |
| 21h05 CEST        | Kilduff 72e | (0 - 0) |                  | Spectateurs : 5 543 Arbitrage : Andris Treimanis (en) | Spectateurs : 5 543 Arbitrage : Andris Treimanis (en) |
| 21h05 CEST        | Rapport     |         |                  | Spectateurs : 5 543 Arbitrage : Andris Treimanis (en) | Spectateurs : 5 543 Arbitrage : Andris Treimanis (en) |

| 3e journée                 | Dundalk FC | 1 - 2   | Zénith Saint-Pétersbourg | Tallaght Stadium, Dublin                              |                                                       |
| 20 octobre 2016 21h05 CEST | Benson 52e | (0 - 0) | 71e Mak · 77e Giuliano   | Spectateurs : 5 500 Arbitrage : Miroslav Zelinka (en) | Spectateurs : 5 500 Arbitrage : Miroslav Zelinka (en) |
| 20 octobre 2016 21h05 CEST | Rapport    |         |                          | Spectateurs : 5 500 Arbitrage : Miroslav Zelinka (en) | Spectateurs : 5 500 Arbitrage : Miroslav Zelinka (en) |

| 20 octobre 2016 | AZ Alkmaar | 1 - 2   | Maccabi Tel-Aviv               | AFAS Stadion, Alkmaar                          |                                                |
| 21h05 CEST      | Mühren 72e | (0 - 1) | 24e Scarione · 82e Golasa (en) | Spectateurs : 12 016 Arbitrage : István Kovács | Spectateurs : 12 016 Arbitrage : István Kovács |
| 21h05 CEST      | Rapport    |         |                                | Spectateurs : 12 016 Arbitrage : István Kovács | Spectateurs : 12 016 Arbitrage : István Kovács |

| 4e journée                | Zénith Saint-Pétersbourg | 2 - 1   | Dundalk FC | Stade Petrovski, Saint-Pétersbourg          |                                             |
| 3 novembre 2016 19h00 CET | Giuliano 42e 78e         | (1 - 0) | 52e Horgan | Spectateurs : 17 723 Arbitrage : Luca Banti | Spectateurs : 17 723 Arbitrage : Luca Banti |
| 3 novembre 2016 19h00 CET | Rapport                  |         |            | Spectateurs : 17 723 Arbitrage : Luca Banti | Spectateurs : 17 723 Arbitrage : Luca Banti |

| 3 novembre 2016 | Maccabi Tel-Aviv | 0 - 0   | AZ Alkmaar | Stade de Netanya, Netanya                          |                                                    |
| 19h00 CET       |                  | (0 - 0) |            | Spectateurs : 11 356 Arbitrage : Davide Massa (it) | Spectateurs : 11 356 Arbitrage : Davide Massa (it) |
| 19h00 CET       | Rapport          |         |            | Spectateurs : 11 356 Arbitrage : Davide Massa (it) | Spectateurs : 11 356 Arbitrage : Davide Massa (it) |

| 5e journée                 | Zénith Saint-Pétersbourg      | 2 - 0   | Maccabi Tel-Aviv | Stade Petrovski, Saint-Pétersbourg                  |                                                     |
| 24 novembre 2016 17h00 CET | Kokorin 44e · Kerzhakov 90+1e | (1 - 0) |                  | Spectateurs : 15 843 Arbitrage : Aleksandar Stavrev | Spectateurs : 15 843 Arbitrage : Aleksandar Stavrev |
| 24 novembre 2016 17h00 CET | Rapport                       |         |                  | Spectateurs : 15 843 Arbitrage : Aleksandar Stavrev | Spectateurs : 15 843 Arbitrage : Aleksandar Stavrev |

| 24 novembre 2016 | Dundalk FC | 0 - 1   | AZ Alkmaar  | Tallaght Stadium, Dublin                   |                                            |
| 21h05 CET        |            | (0 - 1) | 9e Weghorst | Spectateurs : 5 500 Arbitrage : István Vad | Spectateurs : 5 500 Arbitrage : István Vad |
| 21h05 CET        | Rapport    |         |             | Spectateurs : 5 500 Arbitrage : István Vad | Spectateurs : 5 500 Arbitrage : István Vad |

| 6e journée                | AZ Alkmaar                            | 3 - 2   | Zénith Saint-Pétersbourg         | AFAS Stadion, Alkmaar                              |                                                    |
| 8 décembre 2016 19h00 CET | Rienstra 7e · Haps 43e · Tankovic 68e | (2 - 0) | 58e Giuliano · 80e (csc) Wuytens | Spectateurs : 13 713 Arbitrage : Svein Oddvar Moen | Spectateurs : 13 713 Arbitrage : Svein Oddvar Moen |
| 8 décembre 2016 19h00 CET | Rapport                               |         |                                  | Spectateurs : 13 713 Arbitrage : Svein Oddvar Moen | Spectateurs : 13 713 Arbitrage : Svein Oddvar Moen |

| 8 décembre 2016 | Maccabi Tel-Aviv                            | 2 - 1   | Dundalk FC     | Stade de Netanya, Netanya                                 |                                                           |
| 19h00 CET       | Tal Ben Haim II 21e (pen.) · Micha (en) 38e | (2 - 1) | 27e (csc) Dasa | Spectateurs : 9 891 Arbitrage : Robert Schörgenhofer (en) | Spectateurs : 9 891 Arbitrage : Robert Schörgenhofer (en) |
| 19h00 CET       | Rapport                                     |         |                | Spectateurs : 9 891 Arbitrage : Robert Schörgenhofer (en) | Spectateurs : 9 891 Arbitrage : Robert Schörgenhofer (en) |

### Groupe E
| Rang | Équipe         | Pts | J | G | N | P | Bp | Bc | Diff |  | Résultats (▼ dom., ► ext.) |     |     |     |     |
| ---- | -------------- | --- | - | - | - | - | -- | -- | ---- |  | -------------------------- | --- | --- | --- | --- |
| 1    | AS Rome        | 12  | 6 | 3 | 3 | 0 | 16 | 7  | +9   |  | AS Rome                    |     | 4-0 | 4-1 | 3-3 |
| 2    | Astra Giurgiu  | 8   | 6 | 2 | 2 | 2 | 7  | 10 | -3   |  | Astra Giurgiu              | 0-0 |     | 1-1 | 2-3 |
| 3    | Viktoria Plzeň | 6   | 6 | 1 | 3 | 2 | 7  | 10 | -3   |  | Viktoria Plzeň             | 1-1 | 1-2 |     | 3-2 |
| 4    | Austria Vienne | 5   | 6 | 1 | 2 | 3 | 11 | 14 | -3   |  | Austria Vienne             | 2-4 | 1-2 | 0-0 |     |

Source : UEFA
| 1re journée                  | Viktoria Plzeň | 1 - 1   | AS Rome           | Doosan Arena, Plzeň                           |                                               |
| 15 septembre 2016 19h00 CEST | Bakoš 11e      | (1 - 1) | 4e (pen.) Perotti | Spectateurs : 10 326 Arbitrage : Ruddy Buquet | Spectateurs : 10 326 Arbitrage : Ruddy Buquet |
| 15 septembre 2016 19h00 CEST | Rapport        |         |                   | Spectateurs : 10 326 Arbitrage : Ruddy Buquet | Spectateurs : 10 326 Arbitrage : Ruddy Buquet |

| 15 septembre 2016 | Astra Giurgiu             | 2 - 3   | Austria Vienne                                                 | Arena Națională, Bucarest                      |                                                |
| 19h00 CEST        | Alibec 18e · Săpunaru 74e | (1 - 2) | 16e (pen.) Holzhauser · 33e Friesenbichler (en) · 58e Grünwald | Spectateurs : 3 300 Arbitrage : Andreas Ekberg | Spectateurs : 3 300 Arbitrage : Andreas Ekberg |
| 19h00 CEST        | Rapport                   |         |                                                                | Spectateurs : 3 300 Arbitrage : Andreas Ekberg | Spectateurs : 3 300 Arbitrage : Andreas Ekberg |

| 2e journée                   | Austria Vienne | 0 - 0   | Viktoria Plzeň | Stade Ernst-Happel, Vienne                        |                                                   |
| 29 septembre 2016 21h05 CEST |                | (0 - 0) |                | Spectateurs : 16 509 Arbitrage : John Beaton (en) | Spectateurs : 16 509 Arbitrage : John Beaton (en) |
| 29 septembre 2016 21h05 CEST | Rapport        |         |                | Spectateurs : 16 509 Arbitrage : John Beaton (en) | Spectateurs : 16 509 Arbitrage : John Beaton (en) |

| 29 septembre 2016 | AS Rome                                                      | 4 - 0   | Astra Giurgiu | Stadio Olimpico, Rome                                |                                                      |
| 21h05 CEST        | Strootman 15e · Fazio 45+2e · Fabrício 47e (csc) · Salah 55e | (2 - 0) |               | Spectateurs : 13 509 Arbitrage : Aliyar Aghayev (en) | Spectateurs : 13 509 Arbitrage : Aliyar Aghayev (en) |
| 21h05 CEST        | Rapport                                                      |         |               | Spectateurs : 13 509 Arbitrage : Aliyar Aghayev (en) | Spectateurs : 13 509 Arbitrage : Aliyar Aghayev (en) |

| 3e journée                 | AS Rome                            | 3 - 3   | Austria Vienne                           | Stadio Olimpico, Rome                                      |                                                            |
| 20 octobre 2016 21h05 CEST | El Shaarawy 19e 34e · Florenzi 69e | (2 - 1) | 16e Holzhauser · 82e Prokop · 84e Kayode | Spectateurs : 16 478 Arbitrage : Vladislav Bezborodov (en) | Spectateurs : 16 478 Arbitrage : Vladislav Bezborodov (en) |
| 20 octobre 2016 21h05 CEST | Rapport                            |         |                                          | Spectateurs : 16 478 Arbitrage : Vladislav Bezborodov (en) | Spectateurs : 16 478 Arbitrage : Vladislav Bezborodov (en) |

| 20 octobre 2016 | Viktoria Plzeň | 1 - 2   | Astra Giurgiu                 | Doosan Arena, Plzeň                                |                                                    |
| 21h05 CEST      | Hořava 86e     | (0 - 1) | 41e Alibec · 64e (csc) Hořava | Spectateurs : 9 440 Arbitrage : Aleksei Eskov (en) | Spectateurs : 9 440 Arbitrage : Aleksei Eskov (en) |
| 21h05 CEST      | Rapport        |         |                               | Spectateurs : 9 440 Arbitrage : Aleksei Eskov (en) | Spectateurs : 9 440 Arbitrage : Aleksei Eskov (en) |

| 4e journée                | Austria Vienne           | 2 - 4   | AS Rome                                      | Stade Ernst-Happel, Vienne                                     |                                                                |
| 3 novembre 2016 19h00 CET | Kayode 2e · Grünwald 89e | (1 - 2) | 5e 65e Džeko · 18e De Rossi · 78e Nainggolan | Spectateurs : 32 751 Arbitrage : Xavier Estrada Fernández (en) | Spectateurs : 32 751 Arbitrage : Xavier Estrada Fernández (en) |
| 3 novembre 2016 19h00 CET | Rapport                  |         |                                              | Spectateurs : 32 751 Arbitrage : Xavier Estrada Fernández (en) | Spectateurs : 32 751 Arbitrage : Xavier Estrada Fernández (en) |

| 3 novembre 2016 | Astra Giurgiu | 1 - 1   | Viktoria Plzeň | Arena Națională, Bucarest                       |                                                 |
| 19h00 CET       | Stan (en) 19e | (1 - 1) | 25e Krmenčík   | Spectateurs : 1 450 Arbitrage : Alon Yefet (en) | Spectateurs : 1 450 Arbitrage : Alon Yefet (en) |
| 19h00 CET       | Rapport       |         |                | Spectateurs : 1 450 Arbitrage : Alon Yefet (en) | Spectateurs : 1 450 Arbitrage : Alon Yefet (en) |

| 5e journée                 | AS Rome                         | 4 - 1   | Viktoria Plzeň | Stadio Olimpico, Rome                                |                                                      |
| 24 novembre 2016 21h05 CET | Džeko 11e 61e 88e · Perotti 82e | (1 - 1) | 18e Zeman      | Spectateurs : 13 789 Arbitrage : Tobias Stieler (en) | Spectateurs : 13 789 Arbitrage : Tobias Stieler (en) |
| 24 novembre 2016 21h05 CET | Rapport                         |         |                | Spectateurs : 13 789 Arbitrage : Tobias Stieler (en) | Spectateurs : 13 789 Arbitrage : Tobias Stieler (en) |

| 24 novembre 2016 | Austria Vienne     | 1 - 2   | Astra Giurgiu                        | Stade Ernst-Happel, Vienne                             |                                                        |
| 21h05 CET        | Rotpuller (en) 57e | (0 - 0) | 79e Florea (en) · 88e (pen.) Budescu | Spectateurs : 14 127 Arbitrage : Paweł Raczkowski (pl) | Spectateurs : 14 127 Arbitrage : Paweł Raczkowski (pl) |
| 21h05 CET        | Rapport            |         |                                      | Spectateurs : 14 127 Arbitrage : Paweł Raczkowski (pl) | Spectateurs : 14 127 Arbitrage : Paweł Raczkowski (pl) |

| 6e journée                | Viktoria Plzeň             | 3 - 2   | Austria Vienne                      | Doosan Arena, Plzeň                               |                                                   |
| 8 décembre 2016 19h00 CET | Hořava 44e · Ďuriš 72e 84e | (1 - 2) | 19e Holzhauser · 40e Rotpuller (en) | Spectateurs : 9 117 Arbitrage : Serhiy Boyko (en) | Spectateurs : 9 117 Arbitrage : Serhiy Boyko (en) |
| 8 décembre 2016 19h00 CET | Rapport                    |         |                                     | Spectateurs : 9 117 Arbitrage : Serhiy Boyko (en) | Spectateurs : 9 117 Arbitrage : Serhiy Boyko (en) |

| 8 décembre 2016 | Astra Giurgiu | 0 - 0   | AS Rome | Arena Națională, Bucarest                          |                                                    |
| 19h00 CET       |               | (0 - 0) |         | Spectateurs : 7 100 Arbitrage : Hüseyin Göçek (en) | Spectateurs : 7 100 Arbitrage : Hüseyin Göçek (en) |
| 19h00 CET       | Rapport       |         |         | Spectateurs : 7 100 Arbitrage : Hüseyin Göçek (en) | Spectateurs : 7 100 Arbitrage : Hüseyin Göçek (en) |

### Groupe F
| Rang | Équipe          | Pts | J | G | N | P | Bp | Bc | Diff |  | Résultats (▼ dom., ► ext.) |     |     |     |     |
| ---- | --------------- | --- | - | - | - | - | -- | -- | ---- |  | -------------------------- | --- | --- | --- | --- |
| 1    | KRC Genk        | 12  | 6 | 4 | 0 | 2 | 13 | 9  | +4   |  | KRC Genk                   |     | 2-0 | 1-0 | 3-1 |
| 2    | Athletic Bilbao | 10  | 6 | 3 | 1 | 2 | 10 | 11 | -1   |  | Athletic Bilbao            | 5-3 |     | 1-0 | 3-2 |
| 3    | Rapid Vienne    | 6   | 6 | 1 | 3 | 2 | 7  | 8  | -1   |  | Rapid Vienne               | 3-2 | 1-1 |     | 1-1 |
| 4    | US Sassuolo     | 5   | 6 | 1 | 2 | 3 | 9  | 11 | -2   |  | US Sassuolo                | 0-2 | 3-0 | 2-2 |     |

Source : UEFA
| 1re journée                  | Rapid Vienne                                       | 3 - 2   | KRC Genk              | Allianz Stadion, Vienne                     |                                             |
| 15 septembre 2016 19h00 CEST | Schwab (en) 51e · Joelinton 59e · Colley 60e (csc) | (0 - 1) | 29e 90e (pen.) Bailey | Spectateurs : 21 800 Arbitrage : Kevin Blom | Spectateurs : 21 800 Arbitrage : Kevin Blom |
| 15 septembre 2016 19h00 CEST | Rapport                                            |         |                       | Spectateurs : 21 800 Arbitrage : Kevin Blom | Spectateurs : 21 800 Arbitrage : Kevin Blom |

| 15 septembre 2016 | US Sassuolo                            | 3 - 0   | Athletic Bilbao | Mapei Stadium, Reggio d'Émilie                        |                                                       |
| 19h00 CEST        | Lirola 60e · Defrel 75e · Politano 82e | (0 - 0) |                 | Spectateurs : 7 032 Arbitrage : Paweł Raczkowski (pl) | Spectateurs : 7 032 Arbitrage : Paweł Raczkowski (pl) |
| 19h00 CEST        | Rapport                                |         |                 | Spectateurs : 7 032 Arbitrage : Paweł Raczkowski (pl) | Spectateurs : 7 032 Arbitrage : Paweł Raczkowski (pl) |

| 2e journée                   | Athletic Bilbao | 1 - 0   | Rapid Vienne | San Mamés, Bilbao                             |                                               |
| 29 septembre 2016 21h05 CEST | Etxebarria 59e  | (0 - 0) |              | Spectateurs : 34 039 Arbitrage : Tony Chapron | Spectateurs : 34 039 Arbitrage : Tony Chapron |
| 29 septembre 2016 21h05 CEST | Rapport         |         |              | Spectateurs : 34 039 Arbitrage : Tony Chapron | Spectateurs : 34 039 Arbitrage : Tony Chapron |

| 29 septembre 2016 | KRC Genk                             | 3 - 1   | US Sassuolo  | Cristal Arena, Genk                         |                                             |
| 21h05 CEST        | Karélis 8e · Bailey 25e · Buffel 61e | (2 - 0) | 65e Politano | Spectateurs : 9 130 Arbitrage : Liran Liany | Spectateurs : 9 130 Arbitrage : Liran Liany |
| 21h05 CEST        | Rapport                              |         |              | Spectateurs : 9 130 Arbitrage : Liran Liany | Spectateurs : 9 130 Arbitrage : Liran Liany |

| 3e journée                 | KRC Genk               | 2 - 0   | Athletic Bilbao | Cristal Arena, Genk                                |                                                    |
| 20 octobre 2016 21h05 CEST | Brabec 40e · Ndidi 83e | (1 - 0) |                 | Spectateurs : 9 530 Arbitrage : Stefan Johannesson | Spectateurs : 9 530 Arbitrage : Stefan Johannesson |
| 20 octobre 2016 21h05 CEST | Rapport                |         |                 | Spectateurs : 9 530 Arbitrage : Stefan Johannesson | Spectateurs : 9 530 Arbitrage : Stefan Johannesson |

| 20 octobre 2016 | Rapid Vienne | 1 - 1   | US Sassuolo         | Allianz Stadion, Vienne                      |                                              |
| 21h05 CEST      | Schaub 7e    | (1 - 0) | 66e (csc) Schrammel | Spectateurs : 22 200 Arbitrage : Hugo Miguel | Spectateurs : 22 200 Arbitrage : Hugo Miguel |
| 21h05 CEST      | Rapport      |         |                     | Spectateurs : 22 200 Arbitrage : Hugo Miguel | Spectateurs : 22 200 Arbitrage : Hugo Miguel |

| 4e journée                | Athletic Bilbao                                  | 5 - 3   | KRC Genk                           | San Mamés, Bilbao                                |                                                  |
| 3 novembre 2016 19h00 CET | Aduriz 8e 24e (pen.) 44e (pen.) 74e 90+4e (pen.) | (3 - 1) | 28e Bailey · 51e Ndidi · 80e Sušić | Spectateurs : 33 417 Arbitrage : Martin Atkinson | Spectateurs : 33 417 Arbitrage : Martin Atkinson |
| 3 novembre 2016 19h00 CET | Rapport                                          |         |                                    | Spectateurs : 33 417 Arbitrage : Martin Atkinson | Spectateurs : 33 417 Arbitrage : Martin Atkinson |

| 3 novembre 2016 | US Sassuolo                    | 2 - 2   | Rapid Vienne                   | Mapei Stadium, Reggio d'Émilie               |                                              |
| 19h00 CET       | Defrel 34e · Ragusa (en) 45+3e | (2 - 0) | 86e Jelić (en) · 90e Kvilitaia | Spectateurs : 7 838 Arbitrage : Craig Pawson | Spectateurs : 7 838 Arbitrage : Craig Pawson |
| 19h00 CET       | Rapport                        |         |                                | Spectateurs : 7 838 Arbitrage : Craig Pawson | Spectateurs : 7 838 Arbitrage : Craig Pawson |

| 5e journée                 | KRC Genk    | 1 - 0   | Rapid Vienne | Cristal Arena, Genk                                |                                                    |
| 24 novembre 2016 21h05 CET | Karélis 11e | (1 - 0) |              | Spectateurs : 9 406 Arbitrage : Ivan Kružliak (en) | Spectateurs : 9 406 Arbitrage : Ivan Kružliak (en) |
| 24 novembre 2016 21h05 CET | Rapport     |         |              | Spectateurs : 9 406 Arbitrage : Ivan Kružliak (en) | Spectateurs : 9 406 Arbitrage : Ivan Kružliak (en) |

| 24 novembre 2016 | Athletic Bilbao                     | 3 - 2   | US Sassuolo                           | San Mamés, Bilbao                              |                                                |
| 21h05 CET        | García 10e · Aduriz 58e · Lekue 79e | (1 - 1) | 2e (csc) Balenziaga · 83e Ragusa (en) | Spectateurs : 37 806 Arbitrage : Viktor Kassai | Spectateurs : 37 806 Arbitrage : Viktor Kassai |
| 21h05 CET        | Rapport                             |         |                                       | Spectateurs : 37 806 Arbitrage : Viktor Kassai | Spectateurs : 37 806 Arbitrage : Viktor Kassai |

| 6e journée                | Rapid Vienne  | 1 - 1   | Athletic Bilbao | Allianz Stadion, Vienne                                |                                                        |
| 8 décembre 2016 19h00 CET | Joelinton 72e | (0 - 0) | 84e Saborit     | Spectateurs : 21 500 Arbitrage : Serdar Gözübüyük (en) | Spectateurs : 21 500 Arbitrage : Serdar Gözübüyük (en) |
| 8 décembre 2016 19h00 CET | Rapport       |         |                 | Spectateurs : 21 500 Arbitrage : Serdar Gözübüyük (en) | Spectateurs : 21 500 Arbitrage : Serdar Gözübüyük (en) |

| 9 décembre 2016 | US Sassuolo | 0 - 2   | KRC Genk                  | Mapei Stadium, Reggio d'Émilie                 |                                                |
| 12h30 CET       |             | (0 - 0) | 58e Heynen · 80e Trossard | Spectateurs : 1 154 Arbitrage : Orel Grinfeeld | Spectateurs : 1 154 Arbitrage : Orel Grinfeeld |
| 12h30 CET       | Rapport     |         |                           | Spectateurs : 1 154 Arbitrage : Orel Grinfeeld | Spectateurs : 1 154 Arbitrage : Orel Grinfeeld |

### Groupe G
| Rang | Équipe            | Pts | J | G | N | P | Bp | Bc | Diff |  | Résultats (▼ dom., ► ext.) |     |     |     |     |
| ---- | ----------------- | --- | - | - | - | - | -- | -- | ---- |  | -------------------------- | --- | --- | --- | --- |
| 1    | Ajax Amsterdam    | 14  | 6 | 4 | 2 | 0 | 11 | 6  | +5   |  | Ajax Amsterdam             |     | 3-2 | 1-0 | 2-0 |
| 2    | Celta Vigo        | 9   | 6 | 2 | 3 | 1 | 10 | 7  | +3   |  | Celta Vigo                 | 2-2 |     | 1-1 | 2-0 |
| 3    | Standard de Liège | 7   | 6 | 1 | 4 | 1 | 8  | 6  | +2   |  | Standard de Liège          | 1-1 | 1-1 |     | 2-2 |
| 4    | Panathinaïkos     | 1   | 6 | 0 | 1 | 5 | 3  | 13 | -10  |  | Panathinaïkos              | 1-2 | 0-2 | 0-3 |     |

Source : UEFA
| 1re journée                  | Standard de Liège | 1 - 1   | Celta Vigo | Stade Maurice-Dufrasne, Liège                       |                                                     |
| 15 septembre 2016 21h05 CEST | Dossevi 3e        | (1 - 1) | 13e Rossi  | Spectateurs : 10 723 Arbitrage : Hüseyin Göçek (en) | Spectateurs : 10 723 Arbitrage : Hüseyin Göçek (en) |
| 15 septembre 2016 21h05 CEST | Rapport           |         |            | Spectateurs : 10 723 Arbitrage : Hüseyin Göçek (en) | Spectateurs : 10 723 Arbitrage : Hüseyin Göçek (en) |

| 15 septembre 2016 | Panathinaïkos | 1 - 2   | Ajax Amsterdam             | Stade Apóstolos-Nikolaïdis, Athènes                  |                                                      |
| 21h05 CEST        | Berg 5e       | (1 - 1) | 34e Traoré · 67e Riedewald | Spectateurs : 13 019 Arbitrage : Andre Marriner (en) | Spectateurs : 13 019 Arbitrage : Andre Marriner (en) |
| 21h05 CEST        | Rapport       |         |                            | Spectateurs : 13 019 Arbitrage : Andre Marriner (en) | Spectateurs : 13 019 Arbitrage : Andre Marriner (en) |

| 2e journée                   | Ajax Amsterdam | 1 - 0   | Standard de Liège | Amsterdam ArenA, Amsterdam                            |                                                       |
| 29 septembre 2016 19h00 CEST | Dolberg 28e    | (1 - 0) |                   | Spectateurs : 31 352 Arbitrage : Paolo Mazzoleni (en) | Spectateurs : 31 352 Arbitrage : Paolo Mazzoleni (en) |
| 29 septembre 2016 19h00 CEST | Rapport        |         |                   | Spectateurs : 31 352 Arbitrage : Paolo Mazzoleni (en) | Spectateurs : 31 352 Arbitrage : Paolo Mazzoleni (en) |

| 29 septembre 2016 | Celta Vigo              | 2 - 0   | Panathinaïkos | Stade Balaídos, Vigo                        |                                             |
| 19h00 CEST        | Guidetti 84e · Wass 89e | (0 - 0) |               | Spectateurs : 15 726 Arbitrage : Luca Banti | Spectateurs : 15 726 Arbitrage : Luca Banti |
| 19h00 CEST        | Rapport                 |         |               | Spectateurs : 15 726 Arbitrage : Luca Banti | Spectateurs : 15 726 Arbitrage : Luca Banti |

| 3e journée                 | Celta Vigo               | 2 - 2   | Ajax Amsterdam          | Stade Balaídos, Vigo                                |                                                     |
| 20 octobre 2016 19h00 CEST | Lemos 29e · Orellana 82e | (1 - 1) | 22e Ziyech · 71e Younes | Spectateurs : 18 397 Arbitrage : Ivan Kružliak (en) | Spectateurs : 18 397 Arbitrage : Ivan Kružliak (en) |
| 20 octobre 2016 19h00 CEST | Rapport                  |         |                         | Spectateurs : 18 397 Arbitrage : Ivan Kružliak (en) | Spectateurs : 18 397 Arbitrage : Ivan Kružliak (en) |

| 20 octobre 2016 | Standard de Liège           | 2 - 2   | Panathinaïkos  | Stade Maurice-Dufrasne, Liège                     |                                                   |
| 19h00 CEST      | Junior 45+1e · Belfodil 82e | (1 - 2) | 12e 36e Ibarbo | Spectateurs : 14 463 Arbitrage : Daniel Stefański | Spectateurs : 14 463 Arbitrage : Daniel Stefański |
| 19h00 CEST      | Rapport                     |         |                | Spectateurs : 14 463 Arbitrage : Daniel Stefański | Spectateurs : 14 463 Arbitrage : Daniel Stefański |

| 4e journée                | Ajax Amsterdam                        | 3 - 2   | Celta Vigo               | Amsterdam ArenA, Amsterdam                             |                                                        |
| 3 novembre 2016 21h05 CET | Dolberg 41e · Ziyech 68e · Younes 71e | (1 - 0) | 79e Guidetti · 86e Aspas | Spectateurs : 44 545 Arbitrage : Paweł Raczkowski (pl) | Spectateurs : 44 545 Arbitrage : Paweł Raczkowski (pl) |
| 3 novembre 2016 21h05 CET | Rapport                               |         |                          | Spectateurs : 44 545 Arbitrage : Paweł Raczkowski (pl) | Spectateurs : 44 545 Arbitrage : Paweł Raczkowski (pl) |

| 3 novembre 2016 | Panathinaïkos | 0 - 3   | Standard de Liège              | Stade Apóstolos-Nikolaïdis, Athènes                |                                                    |
| 21h05 CET       |               | (0 - 0) | 62e Cissé · 76e 90+3e Belfodil | Spectateurs : 10 837 Arbitrage : Serhiy Boyko (en) | Spectateurs : 10 837 Arbitrage : Serhiy Boyko (en) |
| 21h05 CET       | Rapport       |         |                                | Spectateurs : 10 837 Arbitrage : Serhiy Boyko (en) | Spectateurs : 10 837 Arbitrage : Serhiy Boyko (en) |

| 5e journée                 | Celta Vigo | 1 - 1   | Standard de Liège | Stade Balaídos, Vigo                            |                                                 |
| 24 novembre 2016 19h00 CET | Aspas 8e   | (1 - 0) | 81e Laifis        | Spectateurs : 16 470 Arbitrage : Benoît Bastien | Spectateurs : 16 470 Arbitrage : Benoît Bastien |
| 24 novembre 2016 19h00 CET | Rapport    |         |                   | Spectateurs : 16 470 Arbitrage : Benoît Bastien | Spectateurs : 16 470 Arbitrage : Benoît Bastien |

| 24 novembre 2016 | Ajax Amsterdam        | 2 - 0   | Panathinaïkos | Amsterdam ArenA, Amsterdam                          |                                                     |
| 19h00 CET        | Schöne 40e · Tete 50e | (1 - 0) |               | Spectateurs : 41 011 Arbitrage : Aleksei Eskov (en) | Spectateurs : 41 011 Arbitrage : Aleksei Eskov (en) |
| 19h00 CET        | Rapport               |         |               | Spectateurs : 41 011 Arbitrage : Aleksei Eskov (en) | Spectateurs : 41 011 Arbitrage : Aleksei Eskov (en) |

| 6e journée                | Standard de Liège | 1 - 1   | Ajax Amsterdam | Stade Maurice-Dufrasne, Liège                      |                                                    |
| 8 décembre 2016 21h05 CET | Raman 85e         | (0 - 1) | 27e El-Ghazi   | Spectateurs : 20 344 Arbitrage : Bobby Madden (en) | Spectateurs : 20 344 Arbitrage : Bobby Madden (en) |
| 8 décembre 2016 21h05 CET | Rapport           |         |                | Spectateurs : 20 344 Arbitrage : Bobby Madden (en) | Spectateurs : 20 344 Arbitrage : Bobby Madden (en) |

| 8 décembre 2016 | Panathinaïkos | 0 - 2   | Celta Vigo                 | Stade Apóstolos-Nikolaïdis, Athènes                   |                                                       |
| 21h05 CET       |               | (0 - 1) | 4e Guidetti · 76e Orellana | Spectateurs : 4 005 Arbitrage : Andris Treimanis (nl) | Spectateurs : 4 005 Arbitrage : Andris Treimanis (nl) |
| 21h05 CET       | Rapport       |         |                            | Spectateurs : 4 005 Arbitrage : Andris Treimanis (nl) | Spectateurs : 4 005 Arbitrage : Andris Treimanis (nl) |

### Groupe H
| Rang | Équipe           | Pts | J | G | N | P | Bp | Bc | Diff |  | Résultats (▼ dom., ► ext.) |     |     |     |     |
| ---- | ---------------- | --- | - | - | - | - | -- | -- | ---- |  | -------------------------- | --- | --- | --- | --- |
| 1    | Chakhtar Donetsk | 18  | 6 | 6 | 0 | 0 | 21 | 5  | +16  |  | Chakhtar Donetsk           |     | 5-0 | 2-0 | 4-0 |
| 2    | KAA La Gantoise  | 8   | 6 | 2 | 2 | 2 | 9  | 13 | -4   |  | KAA La Gantoise            | 3-5 |     | 2-2 | 2-0 |
| 3    | SC Braga         | 6   | 6 | 1 | 3 | 2 | 9  | 11 | -2   |  | SC Braga                   | 2-4 | 1-1 |     | 3-1 |
| 4    | Konyaspor        | 1   | 6 | 0 | 1 | 5 | 2  | 12 | -10  |  | Konyaspor                  | 0-1 | 0-1 | 1-1 |     |

Source : UEFA
| 1re journée                  | Konyaspor | 0 - 1   | Chakhtar Donetsk | Torku Arena, Konya                                         |                                                            |
| 15 septembre 2016 21h05 CEST |           | (0 - 0) | 76e Ferreyra     | Spectateurs : 26 860 Arbitrage : Robert Schörgenhofer (en) | Spectateurs : 26 860 Arbitrage : Robert Schörgenhofer (en) |
| 15 septembre 2016 21h05 CEST | Rapport   |         |                  | Spectateurs : 26 860 Arbitrage : Robert Schörgenhofer (en) | Spectateurs : 26 860 Arbitrage : Robert Schörgenhofer (en) |

| 15 septembre 2016 | SC Braga  | 1 - 1   | KAA La Gantoise | Estádio Municipal, Braga                       |                                                |
| 21h05 CEST        | Pinto 24e | (1 - 1) | 6e Milićević    | Spectateurs : 8 903 Arbitrage : Benoît Bastien | Spectateurs : 8 903 Arbitrage : Benoît Bastien |
| 21h05 CEST        | Rapport   |         |                 | Spectateurs : 8 903 Arbitrage : Benoît Bastien | Spectateurs : 8 903 Arbitrage : Benoît Bastien |

| 2e journée                   | KAA La Gantoise      | 2 - 0   | Konyaspor | Ghelamco Arena, Gand                        |                                             |
| 29 septembre 2016 19h00 CEST | Saief 17e · Neto 33e | (2 - 0) |           | Spectateurs : 15 870 Arbitrage : István Vad | Spectateurs : 15 870 Arbitrage : István Vad |
| 29 septembre 2016 19h00 CEST | Rapport              |         |           | Spectateurs : 15 870 Arbitrage : István Vad | Spectateurs : 15 870 Arbitrage : István Vad |

| 29 septembre 2016 | Chakhtar Donetsk              | 2 - 0   | SC Braga | Arena Lviv, Lviv                                     |                                                      |
| 19h00 CEST        | Stepanenko 5e · Kovalenko 56e | (1 - 0) |          | Spectateurs : 11 938 Arbitrage : Tobias Stieler (en) | Spectateurs : 11 938 Arbitrage : Tobias Stieler (en) |
| 19h00 CEST        | Rapport                       |         |          | Spectateurs : 11 938 Arbitrage : Tobias Stieler (en) | Spectateurs : 11 938 Arbitrage : Tobias Stieler (en) |

| 3e journée                 | Chakhtar Donetsk                                                       | 5 - 0   | KAA La Gantoise | Arena Lviv, Lviv                                |                                                 |
| 20 octobre 2016 19h00 CEST | Kovalenko 12e · Ferreyra 30e · Bernard 46e · Taison 75e · Malyshev 85e | (2 - 0) |                 | Spectateurs : 10 505 Arbitrage : Anthony Taylor | Spectateurs : 10 505 Arbitrage : Anthony Taylor |
| 20 octobre 2016 19h00 CEST | Rapport                                                                |         |                 | Spectateurs : 10 505 Arbitrage : Anthony Taylor | Spectateurs : 10 505 Arbitrage : Anthony Taylor |

| 20 octobre 2016 | Konyaspor    | 1 - 1   | SC Braga   | Torku Arena, Konya                                   |                                                      |
| 19h00 CEST      | Milošević 9e | (1 - 0) | 55e Hassan | Spectateurs : 24 968 Arbitrage : Aliyar Aghayev (en) | Spectateurs : 24 968 Arbitrage : Aliyar Aghayev (en) |
| 19h00 CEST      | Rapport      |         |            | Spectateurs : 24 968 Arbitrage : Aliyar Aghayev (en) | Spectateurs : 24 968 Arbitrage : Aliyar Aghayev (en) |

| 4e journée                | KAA La Gantoise                            | 3 - 5   | Chakhtar Donetsk                                                     | Ghelamco Arena, Gand                                   |                                                        |
| 3 novembre 2016 21h05 CET | Coulibaly 1re · Perbet 83e · Milićević 89e | (1 - 3) | 36e Marlos · 41e Taison · 45+3e Stepanenko · 68e Fred · 87e Ferreyra | Spectateurs : 14 526 Arbitrage : Aleksei Kulbakov (en) | Spectateurs : 14 526 Arbitrage : Aleksei Kulbakov (en) |
| 3 novembre 2016 21h05 CET | Rapport                                    |         |                                                                      | Spectateurs : 14 526 Arbitrage : Aleksei Kulbakov (en) | Spectateurs : 14 526 Arbitrage : Aleksei Kulbakov (en) |

| 3 novembre 2016 | SC Braga                                    | 3 - 1   | Konyaspor    | Estádio Municipal, Braga                        |                                                 |
| 21h05 CET       | Velázquez 34e · Eduardo 45+1e · Horta 90+7e | (2 - 1) | 30e Rangelov | Spectateurs : 7 729 Arbitrage : Alexandru Tudor | Spectateurs : 7 729 Arbitrage : Alexandru Tudor |
| 21h05 CET       | Rapport                                     |         |              | Spectateurs : 7 729 Arbitrage : Alexandru Tudor | Spectateurs : 7 729 Arbitrage : Alexandru Tudor |

| 5e journée                 | Chakhtar Donetsk                                              | 4 - 0   | Konyaspor | Arena Lviv, Lviv                                   |                                                    |
| 24 novembre 2016 19h00 CET | Bardakcı 11e (csc) · Dentinho 36e · Eduardo 66e · Bernard 74e | (2 - 0) |           | Spectateurs : 10 021 Arbitrage : Kevin Clancy (en) | Spectateurs : 10 021 Arbitrage : Kevin Clancy (en) |
| 24 novembre 2016 19h00 CET | Rapport                                                       |         |           | Spectateurs : 10 021 Arbitrage : Kevin Clancy (en) | Spectateurs : 10 021 Arbitrage : Kevin Clancy (en) |

| 24 novembre 2016 | KAA La Gantoise               | 2 - 2   | SC Braga                      | Ghelamco Arena, Gand                                       |                                                            |
| 19h00 CET        | Coulibaly 32e · Milićević 40e | (2 - 2) | 14e Stojiljković · 36e Hassan | Spectateurs : 19 650 Arbitrage : Vladislav Bezborodov (en) | Spectateurs : 19 650 Arbitrage : Vladislav Bezborodov (en) |
| 19h00 CET        | Rapport                       |         |                               | Spectateurs : 19 650 Arbitrage : Vladislav Bezborodov (en) | Spectateurs : 19 650 Arbitrage : Vladislav Bezborodov (en) |

| 6e journée                | Konyaspor | 0 - 1   | KAA La Gantoise | Torku Arena, Konya                                 |                                                    |
| 8 décembre 2016 17h00 CET |           | (0 - 0) | 90+4e Coulibaly | Spectateurs : 10 720 Arbitrage : Jakob Kehlet (en) | Spectateurs : 10 720 Arbitrage : Jakob Kehlet (en) |
| 8 décembre 2016 17h00 CET | Rapport   |         |                 | Spectateurs : 10 720 Arbitrage : Jakob Kehlet (en) | Spectateurs : 10 720 Arbitrage : Jakob Kehlet (en) |

| 8 décembre 2016 | SC Braga                        | 2 - 4   | Chakhtar Donetsk                  | Estádio Municipal, Braga                            |                                                     |
| 17h00 CET       | Stojiljković 43e · Vukčević 89e | (1 - 2) | 22e 62e Kryvtsov · 39e 66e Taison | Spectateurs : 15 084 Arbitrage : Ali Palabıyık (tr) | Spectateurs : 15 084 Arbitrage : Ali Palabıyık (tr) |
| 17h00 CET       | Rapport                         |         |                                   | Spectateurs : 15 084 Arbitrage : Ali Palabıyık (tr) | Spectateurs : 15 084 Arbitrage : Ali Palabıyık (tr) |

### Groupe I
| Rang | Équipe             | Pts | J | G | N | P | Bp | Bc | Diff |  | Résultats (▼ dom., ► ext.) |     |     |     |     |
| ---- | ------------------ | --- | - | - | - | - | -- | -- | ---- |  | -------------------------- | --- | --- | --- | --- |
| 1    | Schalke 04         | 15  | 6 | 5 | 0 | 1 | 9  | 3  | +6   |  | Schalke 04                 |     | 2-0 | 3-1 | 2-0 |
| 2    | FK Krasnodar       | 7   | 6 | 2 | 1 | 3 | 8  | 8  | 0    |  | FK Krasnodar               | 0-1 |     | 1-1 | 5-2 |
| 3    | Red Bull Salzbourg | 7   | 6 | 2 | 1 | 3 | 6  | 6  | 0    |  | Red Bull Salzbourg         | 2-0 | 0-1 |     | 0-1 |
| 4    | OGC Nice           | 6   | 6 | 2 | 0 | 4 | 5  | 11 | -6   |  | OGC Nice                   | 0-1 | 2-1 | 0-2 |     |

Source : UEFA
| 1re journée                  | Red Bull Salzbourg | 0 - 1   | FK Krasnodar  | Red Bull Arena, Salzbourg                             |                                                       |
| 15 septembre 2016 21h05 CEST |                    | (0 - 1) | 37e Joãozinho | Spectateurs : 6 507 Arbitrage : Miroslav Zelinka (en) | Spectateurs : 6 507 Arbitrage : Miroslav Zelinka (en) |
| 15 septembre 2016 21h05 CEST | Rapport            |         |               | Spectateurs : 6 507 Arbitrage : Miroslav Zelinka (en) | Spectateurs : 6 507 Arbitrage : Miroslav Zelinka (en) |

| 15 septembre 2016 | OGC Nice | 0 - 1   | Schalke 04 | Allianz Riviera, Nice                                     |                                                           |
| 21h05 CEST        |          | (0 - 0) | 75e Baba   | Spectateurs : 21 378 Arbitrage : Alberto Undiano Mallenco | Spectateurs : 21 378 Arbitrage : Alberto Undiano Mallenco |
| 21h05 CEST        | Rapport  |         |            | Spectateurs : 21 378 Arbitrage : Alberto Undiano Mallenco | Spectateurs : 21 378 Arbitrage : Alberto Undiano Mallenco |

| 2e journée                   | Schalke 04                                      | 3 - 1   | Red Bull Salzbourg | Veltins-Arena, Gelsenkirchen                           |                                                        |
| 29 septembre 2016 19h00 CEST | Goretzka 15e · Ćaleta-Car 47e (csc) · Naldo 58e | (1 - 0) | 72e Soriano        | Spectateurs : 48 374 Arbitrage : Serdar Gözübüyük (en) | Spectateurs : 48 374 Arbitrage : Serdar Gözübüyük (en) |
| 29 septembre 2016 19h00 CEST | Rapport                                         |         |                    | Spectateurs : 48 374 Arbitrage : Serdar Gözübüyük (en) | Spectateurs : 48 374 Arbitrage : Serdar Gözübüyük (en) |

| 29 septembre 2016 | FK Krasnodar                                          | 5 - 2   | OGC Nice                    | Stade Kouban, Krasnodar                     |                                             |
| 19h00 CEST        | Smolov 22e · Joãozinho 33e 65e (pen.) · Ari 86e 90+3e | (2 - 1) | 43e Balotelli · 71e Cyprien | Spectateurs : 10 750 Arbitrage : Ivan Bebek | Spectateurs : 10 750 Arbitrage : Ivan Bebek |
| 19h00 CEST        | Rapport                                               |         |                             | Spectateurs : 10 750 Arbitrage : Ivan Bebek | Spectateurs : 10 750 Arbitrage : Ivan Bebek |

| 3e journée                 | FK Krasnodar | 0 - 1   | Schalke 04      | Stade Kouban, Krasnodar                           |                                                   |
| 20 octobre 2016 19h00 CEST |              | (0 - 1) | 11e Konoplyanka | Spectateurs : 33 550 Arbitrage : Mark Clattenburg | Spectateurs : 33 550 Arbitrage : Mark Clattenburg |
| 20 octobre 2016 19h00 CEST | Rapport      |         |                 | Spectateurs : 33 550 Arbitrage : Mark Clattenburg | Spectateurs : 33 550 Arbitrage : Mark Clattenburg |

| 20 octobre 2016 | Red Bull Salzbourg | 0 - 1   | OGC Nice | Red Bull Arena, Salzbourg                             |                                                       |
| 19h00 CEST      |                    | (0 - 1) | 13e Pléa | Spectateurs : 9 473 Arbitrage : Yevhen Aranovsky (en) | Spectateurs : 9 473 Arbitrage : Yevhen Aranovsky (en) |
| 19h00 CEST      | Rapport            |         |          | Spectateurs : 9 473 Arbitrage : Yevhen Aranovsky (en) | Spectateurs : 9 473 Arbitrage : Yevhen Aranovsky (en) |

| 4e journée                | Schalke 04                 | 2 - 0   | FK Krasnodar | Veltins-Arena, Gelsenkirchen                   |                                                |
| 3 novembre 2016 21h05 CET | Caiçara 25e · Bentaleb 28e | (2 - 0) |              | Spectateurs : 42 210 Arbitrage : Slavko Vinčić | Spectateurs : 42 210 Arbitrage : Slavko Vinčić |
| 3 novembre 2016 21h05 CET | Rapport                    |         |              | Spectateurs : 42 210 Arbitrage : Slavko Vinčić | Spectateurs : 42 210 Arbitrage : Slavko Vinčić |

| 3 novembre 2016 | OGC Nice | 0 - 2   | Red Bull Salzbourg     | Allianz Riviera, Nice                               |                                                     |
| 21h05 CET       |          | (0 - 0) | 72e 73e Hwang Hee-chan | Spectateurs : 17 582 Arbitrage : Hüseyin Göçek (en) | Spectateurs : 17 582 Arbitrage : Hüseyin Göçek (en) |
| 21h05 CET       | Rapport  |         |                        | Spectateurs : 17 582 Arbitrage : Hüseyin Göçek (en) | Spectateurs : 17 582 Arbitrage : Hüseyin Göçek (en) |

| 5e journée                 | FK Krasnodar | 1 - 1   | Red Bull Salzbourg | Stade Kouban, Krasnodar                      |                                              |
| 24 novembre 2016 19h00 CET | Smolov 85e   | (0 - 1) | 37e Dabbur         | Spectateurs : 19 150 Arbitrage : Liran Liany | Spectateurs : 19 150 Arbitrage : Liran Liany |
| 24 novembre 2016 19h00 CET | Rapport      |         |                    | Spectateurs : 19 150 Arbitrage : Liran Liany | Spectateurs : 19 150 Arbitrage : Liran Liany |

| 24 novembre 2016 | Schalke 04                        | 2 - 0   | OGC Nice | Veltins-Arena, Gelsenkirchen                         |                                                      |
| 19h00 CET        | Konoplyanka 14e · Aogo 80e (pen.) | (1 - 0) |          | Spectateurs : 51 504 Arbitrage : Aliyar Aghayev (en) | Spectateurs : 51 504 Arbitrage : Aliyar Aghayev (en) |
| 19h00 CET        | Rapport                           |         |          | Spectateurs : 51 504 Arbitrage : Aliyar Aghayev (en) | Spectateurs : 51 504 Arbitrage : Aliyar Aghayev (en) |

| 6e journée                | Red Bull Salzbourg             | 2 - 0   | Schalke 04 | Red Bull Arena, Salzbourg                           |                                                     |
| 8 décembre 2016 21h05 CET | Schlager 22e · Radošević 90+4e | (1 - 0) |            | Spectateurs : 23 133 Arbitrage : Radu Petrescu (ro) | Spectateurs : 23 133 Arbitrage : Radu Petrescu (ro) |
| 8 décembre 2016 21h05 CET | Rapport                        |         |            | Spectateurs : 23 133 Arbitrage : Radu Petrescu (ro) | Spectateurs : 23 133 Arbitrage : Radu Petrescu (ro) |

| 8 décembre 2016 | OGC Nice                             | 2 - 1   | FK Krasnodar | Allianz Riviera, Nice                                |                                                      |
| 21h05 CET       | Bosetti 64e (pen.) · Le Marchand 77e | (0 - 0) | 52e Smolov   | Spectateurs : 12 722 Arbitrage : Sandro Schärer (en) | Spectateurs : 12 722 Arbitrage : Sandro Schärer (en) |
| 21h05 CET       | Rapport                              |         |              | Spectateurs : 12 722 Arbitrage : Sandro Schärer (en) | Spectateurs : 12 722 Arbitrage : Sandro Schärer (en) |

### Groupe J
| Rang | Équipe         | Pts | J | G | N | P | Bp | Bc | Diff |  | Résultats (▼ dom., ► ext.) |     |     |     |     |
| ---- | -------------- | --- | - | - | - | - | -- | -- | ---- |  | -------------------------- | --- | --- | --- | --- |
| 1    | ACF Fiorentina | 13  | 6 | 4 | 1 | 1 | 15 | 6  | +9   |  | ACF Fiorentina             |     | 2-3 | 5-1 | 3-0 |
| 2    | PAOK Salonique | 10  | 6 | 3 | 1 | 2 | 7  | 6  | +1   |  | PAOK Salonique             | 0-0 |     | 0-1 | 2-0 |
| 3    | Qarabağ FK     | 7   | 6 | 2 | 1 | 3 | 7  | 12 | -5   |  | Qarabağ FK                 | 1-2 | 2-0 |     | 2-2 |
| 4    | Slovan Liberec | 4   | 6 | 1 | 1 | 4 | 7  | 12 | -5   |  | Slovan Liberec             | 1-3 | 1-2 | 3-0 |     |

Source : UEFA
| 1re journée                  | Qarabağ FK                | 2 - 2   | Slovan Liberec         | Stade Tofiq-Béhramov, Bakou                           |                                                       |
| 15 septembre 2016 17h00 CEST | Míchel 7e · Sadygov 90+4e | (1 - 1) | 1re Sýkora · 68e Baroš | Spectateurs : 6 200 Arbitrage : Stephan Klossner (en) | Spectateurs : 6 200 Arbitrage : Stephan Klossner (en) |
| 15 septembre 2016 17h00 CEST | Rapport                   |         |                        | Spectateurs : 6 200 Arbitrage : Stephan Klossner (en) | Spectateurs : 6 200 Arbitrage : Stephan Klossner (en) |

| 15 septembre 2016 | PAOK Salonique | 0 - 0   | ACF Fiorentina | Stade de Toúmba, Thessalonique                 |                                                |
| 21h05 CEST        |                | (0 - 0) |                | Spectateurs : 20 904 Arbitrage : Slavko Vinčić | Spectateurs : 20 904 Arbitrage : Slavko Vinčić |
| 21h05 CEST        | Rapport        |         |                | Spectateurs : 20 904 Arbitrage : Slavko Vinčić | Spectateurs : 20 904 Arbitrage : Slavko Vinčić |

| 2e journée                   | ACF Fiorentina                                   | 5 - 1   | Qarabağ FK        | Stade Artemio-Franchi, Florence                      |                                                      |
| 29 septembre 2016 19h00 CEST | Babacar 39e 45+2e · Kalinić 43e · Zárate 63e 78e | (3 - 0) | 90+2e Ndlovu (en) | Spectateurs : 14 145 Arbitrage : Oliver Drachta (en) | Spectateurs : 14 145 Arbitrage : Oliver Drachta (en) |
| 29 septembre 2016 19h00 CEST | Rapport                                          |         |                   | Spectateurs : 14 145 Arbitrage : Oliver Drachta (en) | Spectateurs : 14 145 Arbitrage : Oliver Drachta (en) |

| 29 septembre 2016 | Slovan Liberec   | 1 - 2   | PAOK Salonique              | Stadion u Nisy, Liberec                      |                                              |
| 19h00 CEST        | Komlitchenko 1re | (1 - 1) | 10e (pen.) 82e Athanasiádis | Spectateurs : 8 880 Arbitrage : Tamás Bognár | Spectateurs : 8 880 Arbitrage : Tamás Bognár |
| 19h00 CEST        | Rapport          |         |                             | Spectateurs : 8 880 Arbitrage : Tamás Bognár | Spectateurs : 8 880 Arbitrage : Tamás Bognár |

| 3e journée                 | Slovan Liberec | 1 - 3   | ACF Fiorentina               | Stadion u Nisy, Liberec                               |                                                       |
| 20 octobre 2016 19h00 CEST | Ševčík 58e     | (0 - 2) | 8e 23e Kalinić · 70e Babacar | Spectateurs : 9 037 Arbitrage : Serdar Gözübüyük (en) | Spectateurs : 9 037 Arbitrage : Serdar Gözübüyük (en) |
| 20 octobre 2016 19h00 CEST | Rapport        |         |                              | Spectateurs : 9 037 Arbitrage : Serdar Gözübüyük (en) | Spectateurs : 9 037 Arbitrage : Serdar Gözübüyük (en) |

| 20 octobre 2016 | Qarabağ FK                          | 2 - 0   | PAOK Salonique | Stade Tofiq-Béhramov, Bakou                      |                                                  |
| 19h00           | Quintana (en) 56e · Amirguliyev 87e | (0 - 0) |                | Spectateurs : 26 784 Arbitrage : Alon Yefet (en) | Spectateurs : 26 784 Arbitrage : Alon Yefet (en) |
| 19h00           | Rapport                             |         |                | Spectateurs : 26 784 Arbitrage : Alon Yefet (en) | Spectateurs : 26 784 Arbitrage : Alon Yefet (en) |

| 4e journée                | ACF Fiorentina                                   | 3 - 0   | Slovan Liberec | Stade Artemio-Franchi, Florence                     |                                                     |
| 3 novembre 2016 21h05 CET | Iličić 30e (pen.) · Kalinić 43e · Cristóforo 73e | (2 - 0) |                | Spectateurs : 11 583 Arbitrage : Aleksandar Stavrev | Spectateurs : 11 583 Arbitrage : Aleksandar Stavrev |
| 3 novembre 2016 21h05 CET | Rapport                                          |         |                | Spectateurs : 11 583 Arbitrage : Aleksandar Stavrev | Spectateurs : 11 583 Arbitrage : Aleksandar Stavrev |

| 3 novembre 2016 | PAOK Salonique | 0 - 1   | Qarabağ FK | Stade de Toúmba, Thessalonique                    |                                                   |
| 21h05 CET       |                | (0 - 0) | 69e Míchel | Spectateurs : 11 476 Arbitrage : John Beaton (en) | Spectateurs : 11 476 Arbitrage : John Beaton (en) |
| 21h05 CET       | Rapport        |         |            | Spectateurs : 11 476 Arbitrage : John Beaton (en) | Spectateurs : 11 476 Arbitrage : John Beaton (en) |

| 5e journée                 | Slovan Liberec                       | 3 - 0   | Qarabağ FK | Stadion u Nisy, Liberec                            |                                                    |
| 24 novembre 2016 19h00 CET | Vůch (en) 11e · Komlitchenko 57e 63e | (1 - 0) |            | Spectateurs : 4 942 Arbitrage : Stefan Johannesson | Spectateurs : 4 942 Arbitrage : Stefan Johannesson |
| 24 novembre 2016 19h00 CET | Rapport                              |         |            | Spectateurs : 4 942 Arbitrage : Stefan Johannesson | Spectateurs : 4 942 Arbitrage : Stefan Johannesson |

| 24 novembre 2016 | ACF Fiorentina                 | 2 - 3   | PAOK Salonique                            | Stade Artemio-Franchi, Florence                        |                                                        |
| 19h00 CET        | Bernardeschi 33e · Babacar 50e | (1 - 2) | 5e Shakhov · 26e Campos · 90+3e Rodrigues | Spectateurs : 12 793 Arbitrage : Stephan Klossner (en) | Spectateurs : 12 793 Arbitrage : Stephan Klossner (en) |
| 19h00 CET        | Rapport                        |         |                                           | Spectateurs : 12 793 Arbitrage : Stephan Klossner (en) | Spectateurs : 12 793 Arbitrage : Stephan Klossner (en) |

| 6e journée                | Qarabağ FK   | 1 - 2   | ACF Fiorentina          | Stade Tofiq-Béhramov, Bakou                 |                                             |
| 8 décembre 2016 17h00 CET | Reynaldo 73e | (0 - 0) | 60e Vecino · 76e Chiesa | Spectateurs : 21 750 Arbitrage : Ivan Bebek | Spectateurs : 21 750 Arbitrage : Ivan Bebek |
| 8 décembre 2016 17h00 CET | Rapport      |         |                         | Spectateurs : 21 750 Arbitrage : Ivan Bebek | Spectateurs : 21 750 Arbitrage : Ivan Bebek |

| 8 décembre 2016 | PAOK Salonique             | 2 - 0   | Slovan Liberec | Stade de Toúmba, Thessalonique                       |                                                      |
| 17h00 CET       | Rodrigues 29e · Pélkas 67e | (1 - 0) |                | Spectateurs : 11 463 Arbitrage : Andre Marriner (en) | Spectateurs : 11 463 Arbitrage : Andre Marriner (en) |
| 17h00 CET       | Rapport                    |         |                | Spectateurs : 11 463 Arbitrage : Andre Marriner (en) | Spectateurs : 11 463 Arbitrage : Andre Marriner (en) |

### Groupe K
| Rang | Équipe            | Pts | J | G | N | P | Bp | Bc | Diff |  | Résultats (▼ dom., ► ext.) |     |     |     |     |
| ---- | ----------------- | --- | - | - | - | - | -- | -- | ---- |  | -------------------------- | --- | --- | --- | --- |
| 1    | Sparta Prague     | 12  | 6 | 4 | 0 | 2 | 8  | 6  | +2   |  | Sparta Prague              |     | 2-0 | 1-0 | 3-1 |
| 2    | Hapoël Beer-Sheva | 8   | 6 | 2 | 2 | 2 | 6  | 6  | 0    |  | Hapoël Beer-Sheva          | 0-1 |     | 0-0 | 3-2 |
| 3    | Southampton FC    | 8   | 6 | 2 | 2 | 2 | 6  | 4  | +2   |  | Southampton FC             | 3-0 | 1-1 |     | 2-1 |
| 4    | Inter Milan       | 6   | 6 | 2 | 0 | 4 | 7  | 11 | -4   |  | Inter Milan                | 2-1 | 0-2 | 1-0 |     |

Source : UEFA
| 1re journée                  | Inter Milan | 0 - 2   | Hapoël Beer-Sheva       | Stade Giuseppe-Meazza, Milan                       |                                                    |
| 15 septembre 2016 21h05 CEST |             | (0 - 0) | 54e Vítor · 69e Buzaglo | Spectateurs : 16 778 Arbitrage : Jakob Kehlet (en) | Spectateurs : 16 778 Arbitrage : Jakob Kehlet (en) |
| 15 septembre 2016 21h05 CEST | Rapport     |         |                         | Spectateurs : 16 778 Arbitrage : Jakob Kehlet (en) | Spectateurs : 16 778 Arbitrage : Jakob Kehlet (en) |

| 15 septembre 2016 | Southampton FC                         | 3 - 0   | Sparta Prague | St Mary's Stadium, Southampton                |                                               |
| 21h05 CEST        | Austin 5e (pen.) 27e · Rodriguez 90+2e | (2 - 0) |               | Spectateurs : 25 125 Arbitrage : Manuel Gräfe | Spectateurs : 25 125 Arbitrage : Manuel Gräfe |
| 21h05 CEST        | Rapport                                |         |               | Spectateurs : 25 125 Arbitrage : Manuel Gräfe | Spectateurs : 25 125 Arbitrage : Manuel Gräfe |

| 2e journée                   | Sparta Prague             | 3 - 1   | Inter Milan | Generali Arena, Prague                             |                                                    |
| 29 septembre 2016 19h00 CEST | Kadlec 7e 25e · Holek 76e | (2 - 0) | 71e Palacio | Spectateurs : 14 651 Arbitrage : Artur Soares Dias | Spectateurs : 14 651 Arbitrage : Artur Soares Dias |
| 29 septembre 2016 19h00 CEST | Rapport                   |         |             | Spectateurs : 14 651 Arbitrage : Artur Soares Dias | Spectateurs : 14 651 Arbitrage : Artur Soares Dias |

| 29 septembre 2016 | Hapoël Beer-Sheva | 0 - 0   | Southampton FC | Turner Stadium, Beer-Sheva                          |                                                     |
| 19h00 CEST        |                   | (0 - 0) |                | Spectateurs : 16 138 Arbitrage : Stefan Johannesson | Spectateurs : 16 138 Arbitrage : Stefan Johannesson |
| 19h00 CEST        | Rapport           |         |                | Spectateurs : 16 138 Arbitrage : Stefan Johannesson | Spectateurs : 16 138 Arbitrage : Stefan Johannesson |

| 3e journée                 | Hapoël Beer-Sheva | 0 - 1   | Sparta Prague | Turner Stadium, Beer-Sheva                  |                                             |
| 20 octobre 2016 19h00 CEST |                   | (0 - 0) | 71e Pulkrab   | Spectateurs : 15 607 Arbitrage : Ivan Bebek | Spectateurs : 15 607 Arbitrage : Ivan Bebek |
| 20 octobre 2016 19h00 CEST | Rapport           |         |               | Spectateurs : 15 607 Arbitrage : Ivan Bebek | Spectateurs : 15 607 Arbitrage : Ivan Bebek |

| 20 octobre 2016 | Inter Milan  | 1 - 0   | Southampton FC | Stade Giuseppe-Meazza, Milan                       |                                                    |
| 19h00 CEST      | Candreva 67e | (0 - 0) |                | Spectateurs : 26 719 Arbitrage : Gediminas Mažeika | Spectateurs : 26 719 Arbitrage : Gediminas Mažeika |
| 19h00 CEST      | Rapport      |         |                | Spectateurs : 26 719 Arbitrage : Gediminas Mažeika | Spectateurs : 26 719 Arbitrage : Gediminas Mažeika |

| 4e journée                | Sparta Prague                 | 2 - 0   | Hapoël Beer-Sheva | Generali Arena, Prague                      |                                             |
| 3 novembre 2016 21h05 CET | Bitton 23e (csc) · Lafata 38e | (2 - 0) |                   | Spectateurs : 12 891 Arbitrage : István Vad | Spectateurs : 12 891 Arbitrage : István Vad |
| 3 novembre 2016 21h05 CET | Rapport                       |         |                   | Spectateurs : 12 891 Arbitrage : István Vad | Spectateurs : 12 891 Arbitrage : István Vad |

| 3 novembre 2016 | Southampton FC                    | 2 - 1   | Inter Milan | St Mary's Stadium, Southampton             |                                            |
| 21h05 CET       | van Dijk 64e · Nagatomo 70e (csc) | (0 - 1) | 33e Icardi  | Spectateurs : 30 389 Arbitrage : Paweł Gil | Spectateurs : 30 389 Arbitrage : Paweł Gil |
| 21h05 CET       | Rapport                           |         |             | Spectateurs : 30 389 Arbitrage : Paweł Gil | Spectateurs : 30 389 Arbitrage : Paweł Gil |

| 5e journée                 | Hapoël Beer-Sheva                                     | 3 - 2   | Inter Milan               | Turner Stadium, Beer-Sheva                                     |                                                                |
| 24 novembre 2016 19h00 CET | Maranhão (en) 58e · Nwakaeme 71e (pen.) · Sahar 90+3e | (0 - 2) | 13e Icardi · 25e Brozović | Spectateurs : 15 973 Arbitrage : Xavier Estrada Fernández (en) | Spectateurs : 15 973 Arbitrage : Xavier Estrada Fernández (en) |
| 24 novembre 2016 19h00 CET | Rapport                                               |         |                           | Spectateurs : 15 973 Arbitrage : Xavier Estrada Fernández (en) | Spectateurs : 15 973 Arbitrage : Xavier Estrada Fernández (en) |

| 24 novembre 2016 | Sparta Prague | 1 - 0   | Southampton FC | Generali Arena, Prague                                  |                                                         |
| 19h00 CET        | Costa 11e     | (1 - 0) |                | Spectateurs : 17 429 Arbitrage : Jesús Gil Manzano (en) | Spectateurs : 17 429 Arbitrage : Jesús Gil Manzano (en) |
| 19h00 CET        | Rapport       |         |                | Spectateurs : 17 429 Arbitrage : Jesús Gil Manzano (en) | Spectateurs : 17 429 Arbitrage : Jesús Gil Manzano (en) |

| 6e journée                | Inter Milan  | 2 - 1   | Sparta Prague | Stade Giuseppe-Meazza, Milan                        |                                                     |
| 8 décembre 2016 21h05 CET | Éder 23e 90e | (1 - 0) | 54e Mareček   | Spectateurs : 6 449 Arbitrage : Bart Vertenten (nl) | Spectateurs : 6 449 Arbitrage : Bart Vertenten (nl) |
| 8 décembre 2016 21h05 CET | Rapport      |         |               | Spectateurs : 6 449 Arbitrage : Bart Vertenten (nl) | Spectateurs : 6 449 Arbitrage : Bart Vertenten (nl) |

| 8 décembre 2016 | Southampton FC | 1 - 1   | Hapoël Beer-Sheva | St Mary's Stadium, Southampton                     |                                                    |
| 21h05 CET       | van Dijk 90+1e | (0 - 0) | 79e Buzaglo       | Spectateurs : 30 416 Arbitrage : Paolo Tagliavento | Spectateurs : 30 416 Arbitrage : Paolo Tagliavento |
| 21h05 CET       | Rapport        |         |                   | Spectateurs : 30 416 Arbitrage : Paolo Tagliavento | Spectateurs : 30 416 Arbitrage : Paolo Tagliavento |

### Groupe L
| Rang | Équipe          | Pts | J | G | N | P | Bp | Bc | Diff |  | Résultats (▼ dom., ► ext.) |     |     |     |     |
| ---- | --------------- | --- | - | - | - | - | -- | -- | ---- |  | -------------------------- | --- | --- | --- | --- |
| 1    | Osmanlıspor     | 10  | 6 | 3 | 1 | 2 | 10 | 7  | +3   |  | Osmanlıspor                |     | 2-2 | 2-0 | 2-0 |
| 2    | Villarreal CF   | 9   | 6 | 2 | 3 | 1 | 9  | 8  | +1   |  | Villarreal CF              | 1-2 |     | 2-1 | 2-1 |
| 3    | FC Zürich       | 6   | 6 | 1 | 3 | 2 | 5  | 7  | -2   |  | FC Zürich                  | 2-1 | 1-1 |     | 0-0 |
| 4    | Steaua Bucarest | 6   | 6 | 1 | 3 | 2 | 5  | 7  | -2   |  | Steaua Bucarest            | 2-1 | 1-1 | 1-1 |     |

Source : UEFA
| 1re journée                  | Osmanlıspor                   | 2 - 0   | Steaua Bucarest | Osmanlı Stadyumu (en), Ankara                     |                                                   |
| 15 septembre 2016 21h05 CEST | Diabaté 64e (pen.) · Umar 74e | (0 - 0) |                 | Spectateurs : 11 807 Arbitrage : Tobias Welz (en) | Spectateurs : 11 807 Arbitrage : Tobias Welz (en) |
| 15 septembre 2016 21h05 CEST | Rapport                       |         |                 | Spectateurs : 11 807 Arbitrage : Tobias Welz (en) | Spectateurs : 11 807 Arbitrage : Tobias Welz (en) |

| 15 septembre 2016 | Villarreal CF               | 2 - 1   | FC Zurich | El Madrigal, Vila-real                                     |                                                            |
| 21h05 CEST        | Pato 28e · dos Santos 45+1e | (2 - 1) | 2e Sadiku | Spectateurs : 16 384 Arbitrage : Sébastien Delferière (en) | Spectateurs : 16 384 Arbitrage : Sébastien Delferière (en) |
| 21h05 CEST        | Rapport                     |         |           | Spectateurs : 16 384 Arbitrage : Sébastien Delferière (en) | Spectateurs : 16 384 Arbitrage : Sébastien Delferière (en) |

| 2e journée                   | FC Zurich                          | 2 - 1   | Osmanlıspor | Stade du Letzigrund, Zurich                        |                                                    |
| 29 septembre 2016 19h00 CEST | Schönbächler 45+1e · Čavušević 79e | (1 - 0) | 73e Maher   | Spectateurs : 7 473 Arbitrage : Aleksei Eskov (en) | Spectateurs : 7 473 Arbitrage : Aleksei Eskov (en) |
| 29 septembre 2016 19h00 CEST | Rapport                            |         |             | Spectateurs : 7 473 Arbitrage : Aleksei Eskov (en) | Spectateurs : 7 473 Arbitrage : Aleksei Eskov (en) |

| 29 septembre 2016 | Steaua Bucarest | 1 - 1   | Villarreal CF | Arena Națională, Bucarest                              |                                                        |
| 19h00 CEST        | Muniru (en) 19e | (1 - 1) | 9e Borré      | Spectateurs : 13 231 Arbitrage : Yevhen Aranovsky (en) | Spectateurs : 13 231 Arbitrage : Yevhen Aranovsky (en) |
| 19h00 CEST        | Rapport         |         |               | Spectateurs : 13 231 Arbitrage : Yevhen Aranovsky (en) | Spectateurs : 13 231 Arbitrage : Yevhen Aranovsky (en) |

| 3e journée                 | Steaua Bucarest    | 1 - 1   | FC Zurich | Arena Națională, Bucarest                     |                                               |
| 20 octobre 2016 19h00 CEST | Golubović (en) 63e | (0 - 0) | 86e Koné  | Spectateurs : 13 154 Arbitrage : Tamás Bognár | Spectateurs : 13 154 Arbitrage : Tamás Bognár |
| 20 octobre 2016 19h00 CEST | Rapport            |         |           | Spectateurs : 13 154 Arbitrage : Tamás Bognár | Spectateurs : 13 154 Arbitrage : Tamás Bognár |

| 20 octobre 2016 | Osmanlıspor     | 2 - 2   | Villarreal CF          | Osmanlı Stadyumu (en), Ankara                |                                              |
| 19h00 CEST      | Rusescu 23e 24e | (2 - 0) | 56e N'Diaye · 74e Pato | Spectateurs : 11 692 Arbitrage : Liran Liany | Spectateurs : 11 692 Arbitrage : Liran Liany |
| 19h00 CEST      | Rapport         |         |                        | Spectateurs : 11 692 Arbitrage : Liran Liany | Spectateurs : 11 692 Arbitrage : Liran Liany |

| 4e journée                | FC Zurich | 0 - 0   | Steaua Bucarest | Stade du Letzigrund, Zurich                               |                                                           |
| 3 novembre 2016 21h05 CET |           | (0 - 0) |                 | Spectateurs : 8 060 Arbitrage : Robert Schörgenhofer (en) | Spectateurs : 8 060 Arbitrage : Robert Schörgenhofer (en) |
| 3 novembre 2016 21h05 CET | Rapport   |         |                 | Spectateurs : 8 060 Arbitrage : Robert Schörgenhofer (en) | Spectateurs : 8 060 Arbitrage : Robert Schörgenhofer (en) |

| 3 novembre 2016 | Villarreal CF | 1 - 2   | Osmanlıspor           | El Madrigal, Vila-real                               |                                                      |
| 21h05 CET       | Hernández 48e | (0 - 1) | 8e Webó · 75e Rusescu | Spectateurs : 15 386 Arbitrage : Harald Lechner (en) | Spectateurs : 15 386 Arbitrage : Harald Lechner (en) |
| 21h05 CET       | Rapport       |         |                       | Spectateurs : 15 386 Arbitrage : Harald Lechner (en) | Spectateurs : 15 386 Arbitrage : Harald Lechner (en) |

| 5e journée                 | Steaua Bucarest                 | 2 - 1   | Osmanlıspor | Arena Națională, Bucarest                            |                                                      |
| 24 novembre 2016 19h00 CET | Momčilović (en) 68e · Tamaș 86e | (0 - 1) | 30e Ndiaye  | Spectateurs : 6 020 Arbitrage : Paolo Mazzoleni (en) | Spectateurs : 6 020 Arbitrage : Paolo Mazzoleni (en) |
| 24 novembre 2016 19h00 CET | Rapport                         |         |             | Spectateurs : 6 020 Arbitrage : Paolo Mazzoleni (en) | Spectateurs : 6 020 Arbitrage : Paolo Mazzoleni (en) |

| 24 novembre 2016 | FC Zurich                 | 1 - 1   | Villarreal CF | Stade du Letzigrund, Zurich                        |                                                    |
| 19h00 CET        | Rodríguez (en) 87e (pen.) | (0 - 1) | 14e Bruno     | Spectateurs : 10 069 Arbitrage : Davide Massa (en) | Spectateurs : 10 069 Arbitrage : Davide Massa (en) |
| 19h00 CET        | Rapport                   |         |               | Spectateurs : 10 069 Arbitrage : Davide Massa (en) | Spectateurs : 10 069 Arbitrage : Davide Massa (en) |

| 6e journée                | Osmanlıspor                  | 2 - 0   | FC Zurich | Osmanlı Stadyumu (en), Ankara              |                                            |
| 8 décembre 2016 17h00 CET | Delarge 73e · Kılıçaslan 89e | (0 - 0) |           | Spectateurs : 10 250 Arbitrage : Matej Jug | Spectateurs : 10 250 Arbitrage : Matej Jug |
| 8 décembre 2016 17h00 CET | Rapport                      |         |           | Spectateurs : 10 250 Arbitrage : Matej Jug | Spectateurs : 10 250 Arbitrage : Matej Jug |

| 8 décembre 2016 | Villarreal CF               | 2 - 1   | Steaua Bucarest | El Madrigal, Vila-real                        |                                               |
| 17h00 CET       | Sansone 16e · Trigueros 89e | (1 - 0) | 55e Achim (en)  | Spectateurs : 19 471 Arbitrage : Manuel Gräfe | Spectateurs : 19 471 Arbitrage : Manuel Gräfe |
| 17h00 CET       | Rapport                     |         |                 | Spectateurs : 19 471 Arbitrage : Manuel Gräfe | Spectateurs : 19 471 Arbitrage : Manuel Gräfe |